# Neolatín

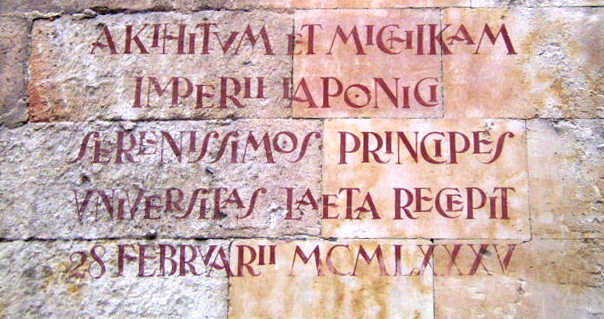
Inscripción neolatina en la fachada de la Universidad de Salamanca, conmemorando la visita del Príncipe «Akihitus» y la Princesa «Michika» de Japón.

El neolatín (o nuevo latín, o latín moderno) fue una versión del latín, usada tras la Edad Media; en concreto fue usado en las obras literarias, académicas y científicas originales, primero en Italia durante el Renacimiento italiano de los siglos XIV y XV, y luego en el norte de Europa después de aproximadamente 1500 como una característica clave del movimiento humanista. El término se popularizó a finales de los años 1890 entre lingüistas y científicos.
A través de la comparación con el latín del período clásico, los estudiosos desde Petrarca en adelante promovieron un estándar de latín más cercano al de los antiguos romanos, especialmente en gramática, estilo y ortografía. Sin embargo, el término «neolatín» fue acuñado mucho más tarde, probablemente en Alemania a finales del siglo XVIII, como Neulatein, y se difundió al francés y a otros idiomas en el siglo XIX. El latín medieval se había desviado considerablemente del estándar clásico y presentaba notables variaciones regionales e influencias de las lenguas vernáculas. El neolatín intenta retornar al ideal de la «latinidad dorada» en línea con el lema humanista ad fontes («acudir a las fuentes»).
El nuevo estilo de latín fue adoptado en toda Europa, primero gracias a la expansión de la educación urbana en Italia, y luego con el auge de la imprenta y de la educación temprana en la era moderna. El latín se aprendía como lengua hablada y escrita, siendo el vehículo de la educación escolar y universitaria, mientras que las lenguas vernáculas todavía se usaban con poca frecuencia en esos contextos. De este modo, el latín dominó las primeras publicaciones y constituyó una parte significativa de las obras impresas hasta principios del siglo XIX.
En su fase más productiva, el neolatín dominó la ciencia, la filosofía, el derecho y la teología, y fue importante para la historia, la literatura, el teatro y la poesía. Los estilos clásicos de escritura, incluidas las aproximaciones a la retórica, los metros poéticos y las estructuras teatrales, fueron revividos y aplicados a temas contemporáneos. Fue una lengua paneuropea para la difusión del conocimiento y la comunicación entre personas con diferentes lenguas vernáculas dentro de la República de las Letras (Res Publica Litterarum). Incluso cuando el latín perdió importancia después de 1650, siguió siendo vital para la comunicación internacional de obras, muchas de las cuales se popularizaron en traducción al latín en lugar de en sus idiomas vernáculos originales. Esto explica en gran medida el uso continuo del latín en países escandinavos y Rusia –lugares que nunca habían pertenecido al Imperio romano– para la difusión del conocimiento hasta principios del siglo XIX.
El neolatín incluye una amplia formación de nuevas palabras. La nomenclatura académica y técnica moderna, como la taxonomía zoológica y botánica y el vocabulario científico internacional, se nutren ampliamente de este vocabulario recién acuñado, a menudo en forma de compuestos clásicos o neoclásicos. Grandes partes de este nuevo vocabulario latino han permeado el inglés, el francés y varias lenguas germánicas, particularmente a través del neolatín.
En el siglo XVIII, el latín comenzó a ser aprendido principalmente como una lengua escrita y leída, con menos énfasis en la fluidez oral. Aunque todavía dominaba la educación, su posición junto al griego fue cada vez más cuestionada y comenzó a erosionarse. En el siglo XIX, la enseñanza del latín (y del griego) se centró cada vez más en la lectura y la gramática, transformándose en el estudio de «los clásicos» como materia académica, aunque a menudo seguía dominando los planes de estudio escolares, especialmente para los estudiantes que aspiraban a ingresar a la universidad. El aprendizaje se alejó gradualmente de la composición poética y otras habilidades escritas; como lengua, su uso fue cada vez más pasivo fuera de los comentarios clásicos y otros textos especializados.
El latín permaneció en uso activo durante más tiempo en Europa oriental y Escandinavia. En Polonia, se utilizaba como vehículo para el gobierno local, extendiéndose incluso a aquellas partes de Polonia absorbidas por Alemania. El latín se usó como lengua común entre partes del Imperio Austriaco, particularmente entre Hungría y Croacia, al menos hasta la década de 1820. Croacia mantuvo una tradición de poesía latina durante el siglo XIX. Además, el latín siguió siendo la lengua de la Iglesia católica y del debate oral de alto nivel en conferencias internacionales hasta mediados del siglo XX.
Con el tiempo, y especialmente en sus últimas etapas, después de que su valor práctico había disminuido considerablemente, la educación que incluía un fuerte énfasis en el latín y el griego comenzó a asociarse con el elitismo y como una barrera de clase deliberada para acceder a las instituciones educativas.
El latín posclásico, incluyendo el medieval, el renacentista y el neolatín, constituye la gran mayoría de la producción latina existente, estimada en más del 99,99 % del total. Dada la magnitud de esta producción y la importancia del latín, la falta de atención académica sorprende a muchos estudiosos. Sin embargo, esta tendencia se remonta a finales del siglo XVIII y XIX, cuando los textos neolatinos comenzaron a ser despreciados por considerarse no clásicos. Entre las razones posibles están la creencia creciente en la superioridad de las literaturas vernáculas y la idea de que escribir únicamente en la lengua materna podía producir una verdadera creatividad, influenciada por el nacionalismo y el romanticismo. Más recientemente, la falta de latinistas capacitados ha añadido más barreras.
Desde 1970, se ha prestado más atención académica a los estudios neolatinos y el papel y la influencia de la producción latina de este período han comenzado a ser reevaluados. En lugar de ser un apéndice de las formas clásicas de latín, o un producto cultural aislado, derivativo y en gran medida irrelevante, la literatura neolatina se considera un contexto vital para entender las culturas vernáculas de los períodos en que el latín se utilizaba ampliamente de manera productiva. Además, los estudios de recepción clásica han comenzado a evaluar las diferentes formas en que la cultura clásica fue entendida en distintas naciones y épocas.

## Extensión y características

### Periodo temporal
Los especialistas en estudios clásicos utilizan el término «neolatín» para describir el latín que se desarrolló en la Italia renacentista como resultado de un renovado interés por la civilización clásica durante los siglos XIV y XV. Las nomenclaturas científicas, por su parte, a veces prefieren el término «latín moderno», para indicar que ciertos términos se acuñaron en ese mismo período.
El neolatín describe el uso del latín para cualquier propósito, científico o literario, durante y después del Renacimiento. No es posible identificar con precisión el inicio de este período. La difusión de la educación laica, la aceptación de las normas literarias humanistas y la amplia disponibilidad de textos latinos tras la invención de la imprenta marcan la transición a una nueva era académica a finales del siglo XV. Sin embargo, no hubo una ruptura clara y decisiva con las tradiciones medievales. Más bien, se produjo un proceso de cambio en la educación, una selección de modelos literarios y estilísticos, y un alejamiento de las técnicas medievales de formación del lenguaje y argumentación.
El final del período neolatino tampoco es fácil de determinar. El latín dejó de ser un vehículo regular para comunicar ideas tras la disolución del Sacro Imperio Romano y el Congreso de Viena, cuando el francés reemplazó al latín como lengua de la diplomacia. Para 1900, el latín sobrevivía principalmente en el vocabulario científico internacional y en la taxonomía, o de manera más activa, en los niveles superiores de la Iglesia católica. El término «neolatín» comenzó a usarse durante el siglo XIX entre lingüistas y científicos.
El neolatín puede considerarse como el estilo actual de escritura en latín, pero se pueden observar diferentes períodos en su evolución. Durante el siglo XIX, los escritos en neolatín fueron considerados menos relevantes y merecedores de menor atención que el latín clásico, ya que los modelos clásicos se afirmaron como el enfoque principal de estudio. El uso productivo del latín para la mayoría de los propósitos terminó a principios del siglo XIX.

### Características de la escritura neolatina
Aunque el latín siguió siendo una lengua activamente utilizada, el proceso de emulación de los modelos clásicos nunca llegó a completarse del todo. Por ejemplo, las tradiciones católicas conservaron algunas características del latín medieval, debido a la influencia continua de ciertos aspectos de la teología medieval. En textos seculares, como obras científicas, legales y filosóficas, se siguieron necesitando neologismos, por lo que, aunque los autores neolatinos pudieran elegir nuevas formulaciones, también podían continuar utilizando formas medievales tradicionales. En cualquier caso, no podían aspirar a un vocabulario puramente clásico.
Los estudios recientes tienden a identificar un estilo de latín más cercano al latín clásico en cuanto a gramática, a veces influido por las lenguas vernáculas en la sintaxis, especialmente en escritos más cotidianos. Sin embargo, este estilo era ecléctico en la elección del vocabulario y en la creación de nuevas palabras.
Algunos autores, como C. S. Lewis, han criticado el neolatín y la naturaleza clasicista de la enseñanza humanista del latín por crear una dinámica de purificación y fosilización del latín, lo que, según ellos, llevó a su declive desde un entorno medieval más productivo. Sin embargo, los estudiosos modernos del neolatín tienden a rechazar esta idea, ya que la formación de palabras e incluso ciertos usos medievales continuaron. No obstante, algunos ven un grano de verdad en esta crítica, ya que los estándares para el uso del latín eran muy altos, dificultando alcanzar la confianza necesaria para usarlo.
En cualquier caso, ciertamente intervinieron otros factores, en particular la expansión de la educación y la necesidad de abordar áreas de conocimiento más prácticas, muchas de las cuales se estaban escribiendo para audiencias nacionales en lenguas vernáculas.

### Corpus
El tamaño exacto del corpus neolatino es actualmente incalculable, pero supera con creces al del latín en todos los demás períodos combinados. Este material incluye producción personal, inédita, burocrática, educativa y académica, como notas y tesis. Dada la magnitud de los registros potenciales, incluso en lo que respecta a obras impresas, queda mucho trabajo básico por realizar en cuanto a la catalogación de lo disponible, así como en la digitalización y traducción de obras importantes.

### Extensión geográfica

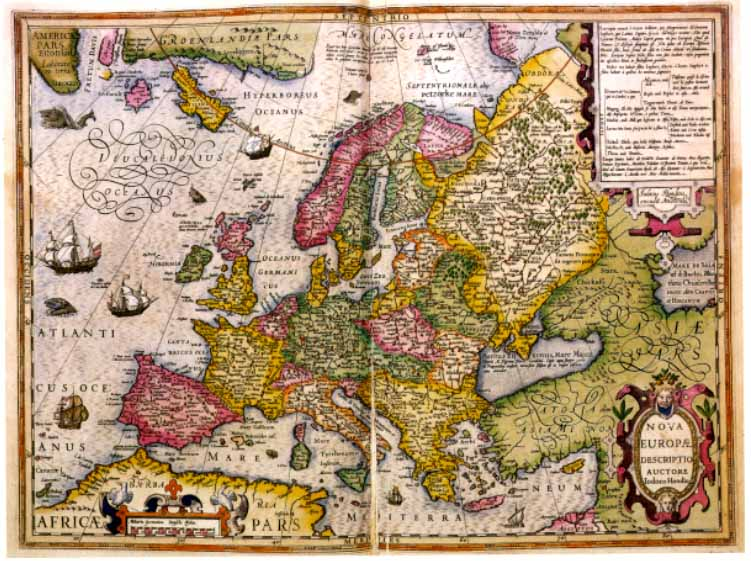
El mapa Nova Europae Descriptio de Jodocus Hondius, publicado en 1619, fue creado durante el apogeo de la producción del neolatín.

El neolatín fue, al menos en sus primeros días, una lengua internacional utilizada en toda Europa católica y protestante, así como en las colonias de las principales potencias europeas. Este ámbito comprendía la mayor parte de Europa, incluyendo Europa central y Escandinavia; su frontera sur era el mar Mediterráneo, y la división correspondía más o menos a las modernas fronteras orientales de Finlandia, los estados bálticos, Polonia, Eslovaquia, Hungría y Croacia.
La adquisición de Kiev por parte de Rusia a finales del siglo XVII introdujo el estudio del latín en el país. Durante algún tiempo, Rusia utilizó el latín como vehículo para el intercambio de conocimientos científicos. Sin embargo, el uso del latín en la Europa oriental ortodoxa no alcanzó niveles generalizados debido a sus fuertes vínculos culturales con la herencia de la Antigua Grecia y Bizancio, así como con las lenguas griega y eslava eclesiástica antigua.
En los Estados Unidos, durante el período colonial, el latín fue enseñado extensivamente siguiendo el modelo europeo de educación impartida en latín, aunque fue uno de los primeros países en permitir que este monopolio se desvaneciera. No obstante, tanto el latín como los clásicos fueron muy influyentes y sostuvieron una literatura latina activa, especialmente en la poesía.
El latín desempeñó un papel importante en la educación y la escritura en el México colonial, Brasil y otras partes de América católica. El catolicismo también llevó el latín a India, China y Japón.

## Historia

### Inicios

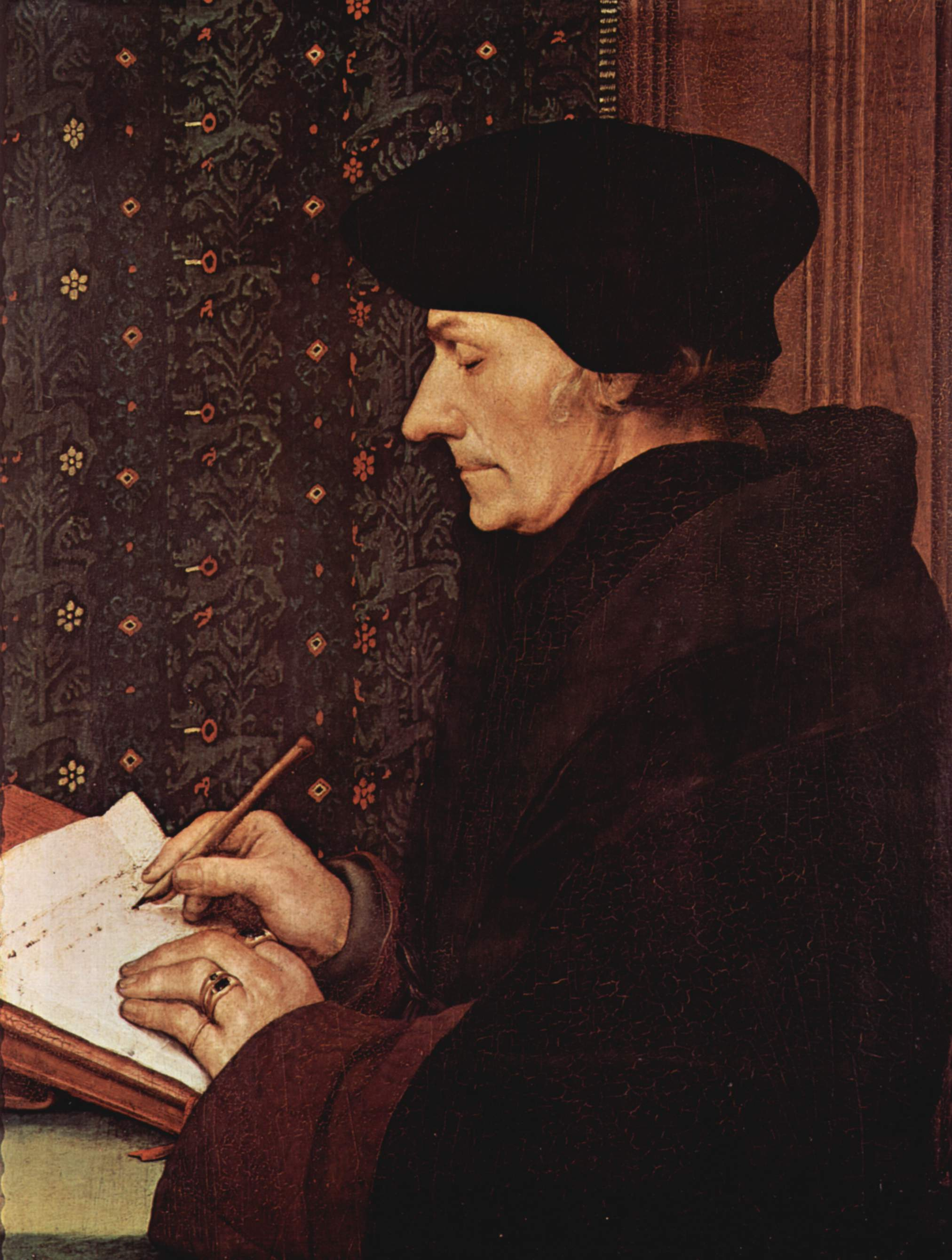
Erasmo estuvo a la vanguardia del movimiento para reformar el latín y el aprendizaje.

El neolatín comenzó en Italia con el auge del latín renacentista y la reforma humanista de la educación en latín, y luego fue llevado a la prominencia en el norte de Europa por escritores como Erasmo, Moro y Colet.
El latín medieval había sido el lenguaje práctico de trabajo de la Iglesia Católica Romana y se enseñaba en toda Europa a los clérigos a través del sistema universitario medieval. Era un idioma flexible, con muchos neologismos. Las modificaciones en las prácticas gramaticales, especialmente respecto a la sintaxis y otros elementos como las conjunciones, se habían establecido.
El Renacimiento reforzó la posición del latín como idioma hablado y escrito gracias a la erudición de los humanistas renacentistas. Aunque la erudición inicialmente se centró en los textos griegos antiguos, Petrarca y otros comenzaron a cambiar su comprensión del buen estilo y su propio uso del latín mientras exploraban los textos del mundo del latín clásico. Las habilidades de crítica textual evolucionaron para crear versiones mucho más precisas de los textos existentes a lo largo de los siglos XV y XVI, y algunos textos importantes fueron redescubiertos. Versiones completas de las obras de autores fueron publicadas por Isaac Casaubon, Joseph Scaliger y otros. Sin embargo, a pesar del trabajo cuidadoso de Petrarca, Poliziano y otros, primero la demanda de manuscritos, y luego la prisa por llevar las obras a la imprenta, condujeron a la circulación de copias inexactas durante varios siglos posteriores.
A medida que los reformadores humanistas buscaban tanto purificar la gramática y el estilo del latín como hacerlo aplicable a preocupaciones más allá de lo eclesiástico, comenzaron a crear un cuerpo de literatura latina fuera de los límites de la Iglesia. Sin embargo, los estudios y la crítica de las traducciones bíblicas fueron un enfoque particular e importante del primer Humanismo, tanto en Italia como en otras partes.
Los escritores prominentes del neolatín que fueron admirados por su estilo en este período temprano incluyen a Pontano, Petrarca, Salutati, Bruni, Ficino, Pico della Mirandola en Italia; el español Juan Luis Vives; y en el norte de Europa, el alemán Celtis.
A fines de los años 1400, algunas escuelas en los Países Bajos estaban utilizando los nuevos estándares italianos del latín. Erasmo y otros discípulos promovieron el nuevo aprendizaje y los nuevos estándares del latín. Los Países Bajos se establecieron como un centro destacado del humanismo y del neolatín; Rotterdam y Lovaina fueron especialmente conocidos por estas corrientes intelectuales.
El neolatín se desarrolló por delante y en paralelo con las lenguas vernáculas, pero no necesariamente en competencia directa con ellas. Frecuentemente las mismas personas codificaban y promovían tanto el latín como las lenguas vernáculas, en un proceso más amplio de estandarización lingüística posterior a la Edad Media. Sin embargo, el latín fue el primer idioma disponible, completamente formado, ampliamente enseñado y usado internacionalmente en una gran variedad de temas. Como tal, puede verse como el primer «idioma europeo moderno».
También debe señalarse que para los reformadores italianos del latín escrito, no había una clara división entre el italiano y el latín; este último era visto por Petrarca, por ejemplo, como una versión artificial y literaria del idioma hablado. Aunque el italiano de este período también comienza a ser utilizado como un idioma escrito separado, no siempre se veía como completamente separado del latín.

### Altura (1500–1700)
La Reforma protestante (1520–1580), aunque eliminó el latín de las liturgias de las iglesias del norte de Europa, promovió la reforma de la enseñanza secular del nuevo latín.
El apogeo del neolatín ocurrió entre 1500 y 1700, cuando, continuando la tradición del latín medieval, sirvió como lengua franca de la ciencia, la medicina, el discurso legal, la teología, la educación y, hasta cierto punto, la diplomacia en Europa. Esto coincidió con el crecimiento de la literatura impresa, donde el latín dominaba las primeras publicaciones. Obras clásicas como Utopía de Tomás Moro fueron publicadas durante este tiempo. Otros escritores prominentes del período incluyen a los neerlandeses Grotius y Secundus, así como al escocés George Buchanan. Las mujeres, aunque rara vez publicaban, también escribían y componían poesía en latín; Elizabeth Jane Weston es el ejemplo más conocido.

#### Educación escolar (1500–1700)
Durante este período, el latín era una asignatura universal y, de hecho, la materia preeminente de la educación primaria en gran parte de Europa y en otros lugares que compartían su cultura. Las escuelas eran conocidas con diversos nombres: grammar school en Gran Bretaña, escuelas de latinidad en Francia, Alemania, los Países Bajos y la América colonial, y también Gymnasia en Alemania y otros países. [cita requerida]
El latín era frecuentemente el medio normal de enseñanza, tanto para el aprendizaje del propio idioma como para otras materias. La fluidez en el latín hablado era un objetivo, además de la capacidad de leer y escribir. Hay evidencia de esto en el énfasis puesto en el uso de diacríticos para mantener la comprensión de la cantidad vocálica, importante en el habla, así como en el uso de los Colloquia para el aprendizaje infantil, que ayudaban a equipar al alumno con vocabulario hablado sobre temas comunes, como juegos, tareas domésticas y viajes. En resumen, el latín se enseñaba como un «idioma completamente normal», para ser usado como cualquier otro. Los Colloquia también contenían elementos de educación moral. A un nivel más avanzado, los Colloquia de Erasmo ayudaban a los hablantes de latín a adquirir una fraseología urbana y educada, además de medios para discutir temas filosóficos más profundos.
En Italia, con escuelas y universidades más urbanizadas y currículos más amplios orientados a profesiones además de la teología, la enseñanza del latín evolucionó de manera más gradual y temprana, con el fin de acelerar su aprendizaje. Por ejemplo, el aprendizaje inicial de la gramática en un orden básico de palabras en latín seguía las prácticas de las escuelas medievales. Tanto en las escuelas medievales como en las renacentistas, la práctica de las habilidades escritas en latín se extendía al estilo de composición en prosa como parte de la 'retórica'. En Italia, un alumno, por ejemplo, podía ser solicitado para convertir un pasaje de ordo naturalis a ordo artificialis, es decir, de un orden natural a uno estilizado. Sin embargo, a diferencia de las escuelas medievales, los métodos renacentistas italianos se enfocaron en modelos clásicos de estilo en prosa latina, reviviendo textos de ese período, como el De Inventione de Cicerón o la Institutio Oratoria de Quintiliano.
La enseñanza de autores y textos latinos específicos y gradualmente más complejos seguía la práctica y el aprendizaje retóricos. En Italia, durante el periodo medieval, en diferentes momentos, los autores clásicos y cristianos competían por la atención, pero el Renacimiento y el periodo del latín neolatino marcaron un giro decisivo hacia los autores del periodo clásico, dejando de lado a autores «menores» no clásicos, como Boecio, cuyo lenguaje era más sencillo.

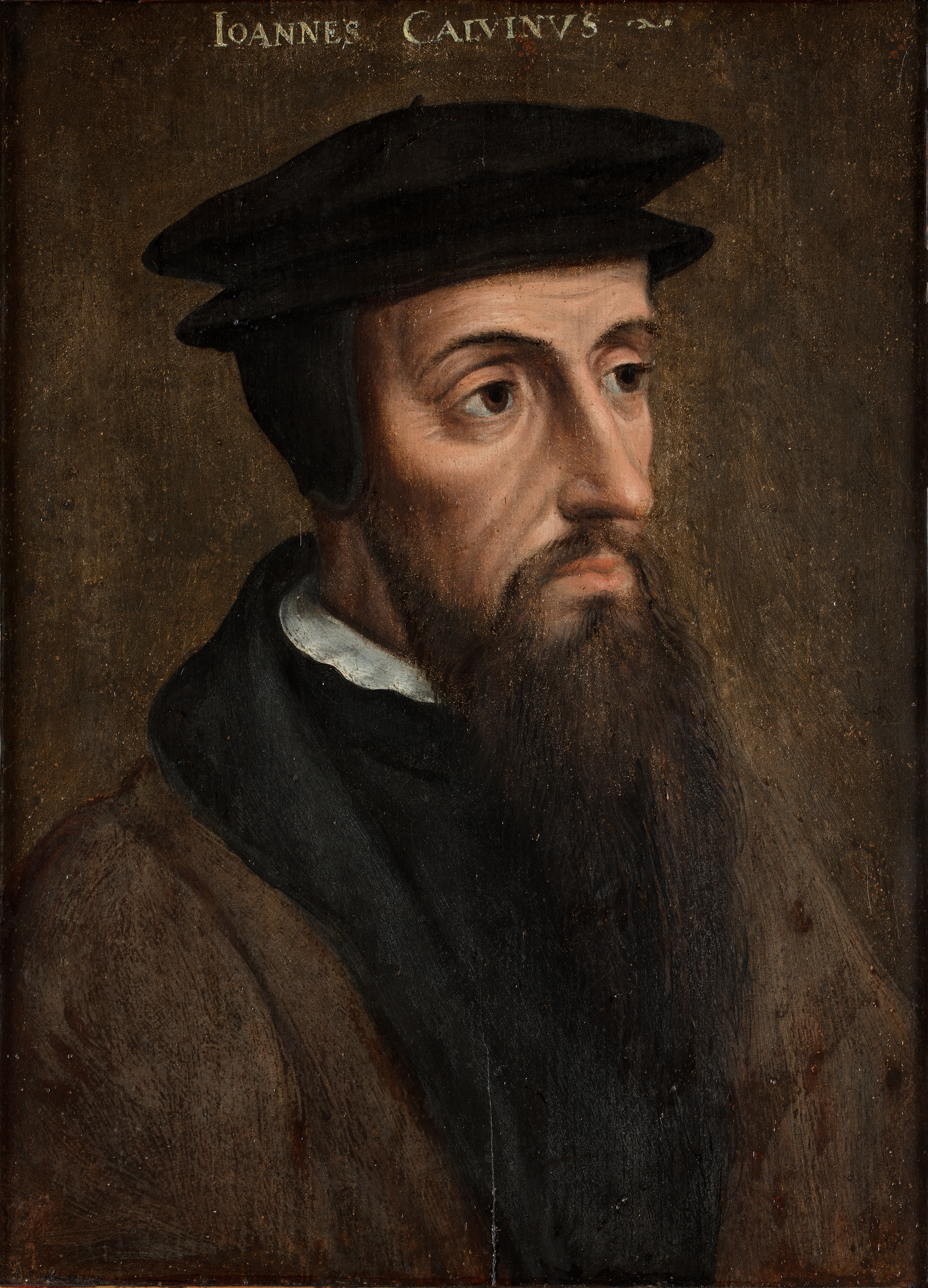
Juan Calvino estuvo entre los promotores de la reforma de la educación en latín, trabajando junto con Corderius.

Los cambios en la educación en el norte de Europa fueron más profundos, ya que los métodos no habían evolucionado tan rápidamente. Adoptando innovaciones italianas, reformadores como Calvino, Melanchthon y Lutero promovieron cambios en la enseñanza de la gramática y la retórica. Los protestantes necesitaban el latín para promover y difundir sus ideas, por lo que estuvieron muy involucrados en la reforma de la enseñanza del latín. Entre los reformadores más influyentes estuvo el maestro de latín y colaborador educativo de Calvino, Corderius, cuyos coloquios bilingües estaban dirigidos a ayudar a los niños francófonos a aprender a hablar latín.
Entre las escuelas de latín, el rápido crecimiento de las escuelas jesuitas las hizo conocidas por su dedicación a altos niveles de logro en el latín escrito y hablado para educar a futuros sacerdotes. Esto ocurrió después de que la Iglesia católica afirmara su compromiso con el latín en la liturgia y como lengua de trabajo dentro de la jerarquía en el Concilio de Trento entre 1545 y 1563. Las escuelas jesuitas eran particularmente conocidas por su producción de obras teatrales en latín, el uso exclusivo del latín hablado y su énfasis en el estilo clásico de escritura.
Sin embargo, los estándares alcanzados por el sistema escolar en su conjunto fueron desiguales. No todos los estudiantes lograban adquirir un alto nivel de latín. Incluso en este periodo, un énfasis excesivo en la gramática y métodos de enseñanza deficientes fueron vistos por los reformadores como un obstáculo para la adquisición del latín. Comenio, por ejemplo, fue reconocido por sus intentos significativos de hacer el latín más accesible mediante el uso de textos paralelos en latín y lengua materna, y más interesante a través de la adquisición de vocabulario y el uso de información moderna y más relevante en los textos. Otros se preguntaban si era apropiado poner tanto énfasis en habilidades lingüísticas abstractas, como la composición de poesía en latín. Con el tiempo, las dificultades en la enseñanza del latín llevaron a que se comenzara a abogar por reducir el énfasis en el latín hablado y la introducción de más enseñanza en lengua materna.

#### Educación universitaria

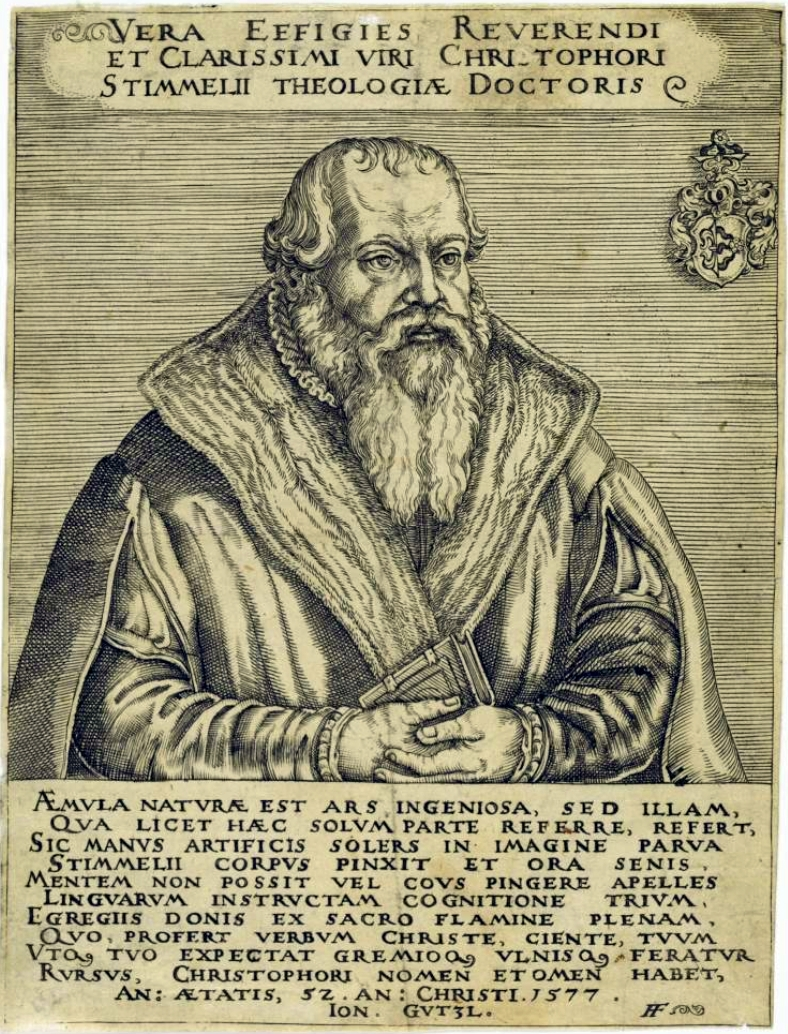
Christophorus Stimmelius, el autor alemán de la primera y exitosa comedia sobre la vida estudiantil.

Al comienzo del Renacimiento, las universidades del norte de Europa seguían dominadas por la teología y temas relacionados, mientras que las universidades italianas ofrecían una gama más amplia de cursos vinculados a las profesiones urbanas, como el derecho y la medicina. Todas las universidades requerían competencia en latín, obtenida en las escuelas locales de gramática, para ser admitido como estudiante. A lo largo de este periodo, el latín fue el idioma dominante en la educación universitaria, donde se aplicaban estrictas reglas contra el uso de lenguas vernáculas. Las conferencias y los debates se llevaban a cabo en latín, y los escritos académicos también se redactaban en latín en todo el currículo.
Muchas universidades albergaban obras teatrales escritas recientemente o en los últimos años en latín, que constituían un importante cuerpo literario antes de 1650. Entre estas, se incluían sátiras sobre la vida estudiantil, como la obra Studentes (Estudiantes), que fue reimpresa en numerosas ocasiones.
Sin embargo, la aplicación de las normas que exigían exclusivamente el uso del latín tendió a disminuir, especialmente después de 1650.

#### En la academia, el derecho, la ciencia y la medicina

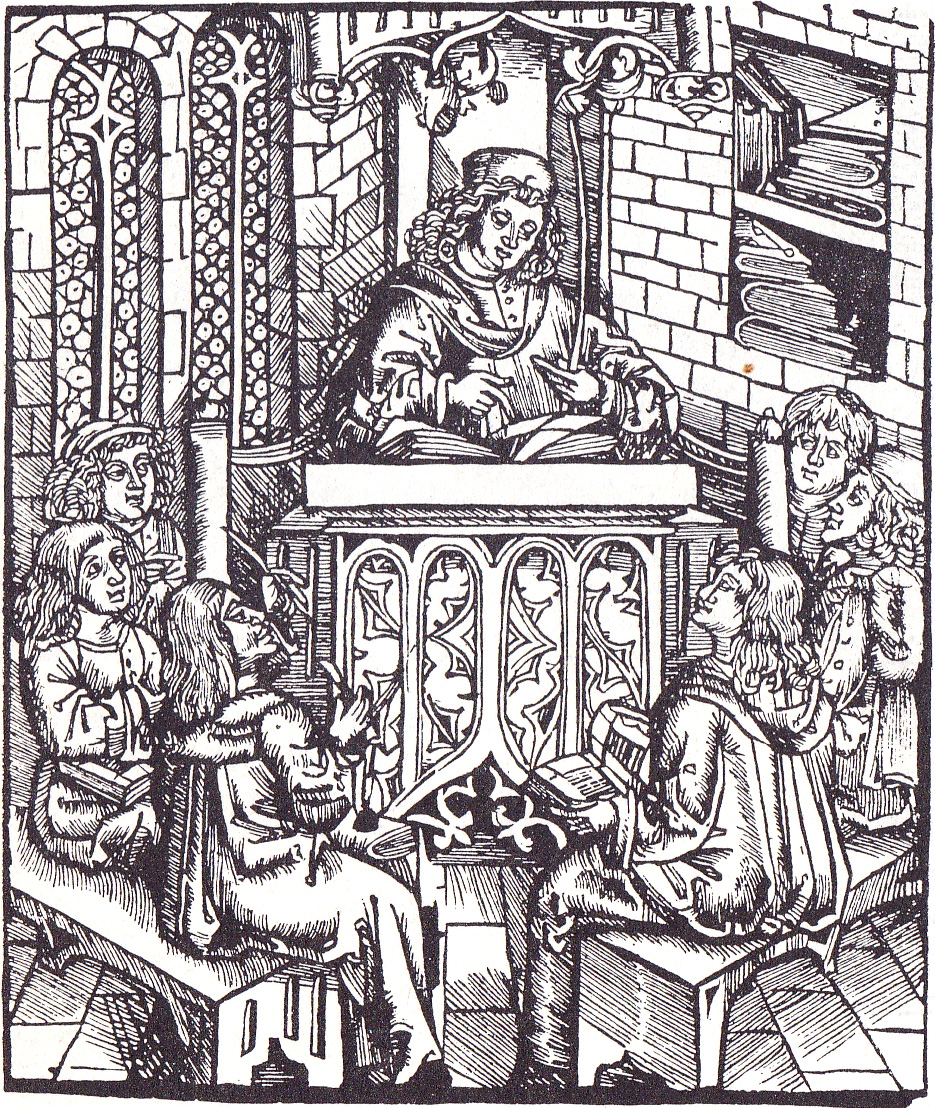
Una conferencia del.

El latín dominaba los temas de interés académico y científico internacional, especialmente en el nivel del pensamiento abstracto dirigido a otros especialistas. Desde el principio, el conocimiento ya se transmitía en latín, que mantenía vocabularios especializados ausentes en las lenguas vernáculas. Esto no impedía que los escritos científicos existieran también en lenguas locales; por ejemplo, Galileo, cuyas obras científicas incluyeron escritos en latín y otros en italiano. Estos últimos, menos académicos, estaban destinados a alcanzar a un público más amplio con aplicaciones más prácticas de las mismas ideas.
Con el tiempo, el uso del latín continuó donde la comunicación internacional con audiencias especializadas era primordial. Más tarde, cuando parte del discurso se trasladó al francés, inglés o alemán, las traducciones al latín permitieron que los textos cruzaran las barreras lingüísticas. Además, los autores de países con poblaciones lingüísticas más pequeñas o lenguas menos conocidas tendían a seguir escribiendo en latín.
El latín fue, por supuesto, el idioma principal de la teología cristiana. Tanto escritores católicos como protestantes publicaban en latín. Aunque los autores protestantes también escribían en lenguas vernáculas, el latín era crucial para la difusión internacional de sus ideas.
El discurso jurídico, la medicina, la filosofía y las ciencias partieron de una fuerte tradición latina y continuaron así durante mucho tiempo. Esto comenzó a cambiar a finales del siglo XVII, cuando los filósofos y otros autores empezaron a escribir primero en su lengua materna y luego traducían al latín para llegar a audiencias internacionales. Estas traducciones solían priorizar la precisión por encima del estilo.

#### Uso religioso
La Iglesia Católica hizo un uso exclusivo del latín en la liturgia, resistiéndose a los intentos de desviarse de este idioma, incluso en el Nuevo Mundo y en China. Como se señaló anteriormente, las escuelas jesuitas fomentaron un alto nivel de dominio del latín, lo que también fue respaldado por el crecimiento de los seminarios, parte de los esfuerzos de la Contrarreforma por revitalizar las instituciones católicas.
Mientras que en las regiones protestantes el latín fue desplazado de la Iglesia, esto no hizo que los protestantes fueran hostiles al uso del latín en la educación o las universidades. De hecho, el latín siguió siendo una especie de puente de comunicación, tanto a través de las divisiones religiosas como de las lingüísticas, dentro de la Res Publica Litterarum (la República de las Letras).
Una excepción a la regla general de los servicios en lengua vernácula en países protestantes puede observarse en la Iglesia Anglicana, donde con la publicación del Libro de Oración Común de 1559, se publicó una edición en latín en 1560 para su uso en universidades como Oxford y en las principales escuelas de gramática y «public schools» (en ese período, escuelas inglesas establecidas con estructuras caritativas abiertas al público en general; hoy en día, un tipo de academia privada), donde aún se permitía que la liturgia se llevara a cabo en latín.

#### El latín como vehículo literario
En este período, era común que poetas y autores escribieran en latín, ya fuera en lugar de su lengua materna o además de ella. El latín era considerado un idioma para el «arte elevado» en una «lengua eterna», que los autores suponían que podría perdurar más allá de los escritos contemporáneos en lenguas vernáculas. Permitía llegar a un público internacional que compartía las mismas referencias culturales clásicas y latinas recientes.
La literatura en latín no estuvo separada de las lenguas vernáculas, ya que, naturalmente, alusiones y referencias comunes podían fluir a través de las fronteras idiomáticas. Sin embargo, estas dinámicas se han vuelto menos comprendidas, ya que los académicos y otros lectores no están tan familiarizados con las obras latinas de la época, lo que a veces resulta en concepciones simplistas de una competencia o reemplazo del latín a lo largo del tiempo. Los procesos reales fueron más complejos y ahora son un enfoque clave de los estudios de neolatín. Por ejemplo, los préstamos estilísticos fluyeron del latín al neerlandés vernáculo, donde los modelos en esta última lengua eran escasos.

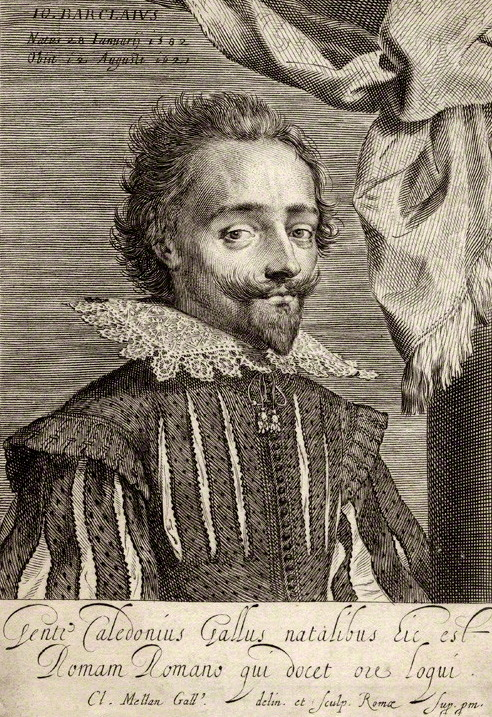
El poeta escocés John Barclay se encuentra entre los escritores latinos de mayor influencia internacional del.

La producción literaria incluía novelas, poemas, obras de teatro y piezas ocasionales, abarcando géneros análogos a los encontrados en las escrituras vernáculas de la época, como la tragedia, la comedia, la sátira, la historia y los consejos políticos. La escritura epistolar (cartas) que contenía poemas y prosa, diseñada para su publicación más que para su simple recepción, tenía antecedentes clásicos y a menudo incluía fuertes elementos de autopromoción.
Algunos de estos géneros son más difíciles de evaluar para los lectores modernos; por ejemplo, muchos poemas fueron escritos para ocasiones específicas, como nombramientos o eventos institucionales. Para las audiencias modernas, esta poesía puede parecer artificial desde su concepción, por lo que es fácil asumir una falta de pathos o habilidad.
En la época en que muchas de estas obras fueron escritas, los autores consideraban su producción en latín como algo que hoy podríamos comparar con el arte elevado: una actividad particularmente refinada y sublime, destinada a las audiencias más educadas. Además, existía la esperanza de un mayor reconocimiento internacional y de que las obras escritas en la «lengua eterna» del latín perdurarían más allá de los escritos en lenguas vernáculas.
Algunas obras muy influyentes escritas en latín no siempre son recordadas, a pesar de su naturaleza innovadora. Por ejemplo, Argenis, de John Barclay, fue quizás la primera novela histórica moderna y gozó de gran popularidad en toda Europa.
Las opiniones sobre los logros de este movimiento literario varían, así como sobre el grado en que alcanzó su objetivo de ser «clásico» en estilo. Los críticos modernos a veces afirman que la producción de los neolatinistas fue en gran medida derivativa e imitativa de los autores clásicos. Los propios autores latinos podían reconocer los peligros de la imitación, causada por la extensa formación que recibían en las técnicas compositivas de los escritores clásicos, y podían tener problemas contra ello. Desde otra perspectiva, el «artificio erudito» de los estilos de escritura neolatinos requiere que entendamos que «uno de los aspectos más fundamentales de este artificio es la imitación». Se pueden discernir diferentes enfoques hacia la imitación, desde intentar adoptar el estilo y la manera de un autor específico, especialmente Cicerón, hasta síntesis del latín de buenos autores, como sugirió Angelo Poliziano, tomando elementos de una variedad de fuentes para ofrecer lo que Tunberg llama un estilo «ecléctico» que era «nuevo desde la perspectiva de la creación completa». El uso exclusivo del latín tal como lo empleaba Cicerón fue ampliamente satirizado por Erasmo en Ciceronianus, donde propuso un enfoque más flexible hacia el latín como medio de expresión. Otros críticos han afirmado que las capacidades expresivas de los escritores no podían realmente alcanzar las mismas alturas que en su lengua materna; estas preocupaciones a veces fueron expresadas por los contemporáneos, especialmente a medida que las lenguas vernáculas se consolidaban. Por otro lado, al menos esta crítica ignora la temprana edad e intensidad con las que se adquiría el latín.

#### Estándares del latín escrito
No todo el latín aspiraba a ser alta literatura, y, independientemente de sus aspiraciones, los estándares variaban. Los estándares eran más clásicos y la escritura más fluida en Francia e Italia. En Inglaterra, entre los trabajos académicos típicamente no publicados, como las disertaciones del siglo XVI, el latín escrito mejoró en precisión morfológica, pero la construcción de oraciones y los giros idiomáticos a menudo reflejaban la lengua vernácula. Patrones similares se han encontrado en Suecia, donde el latín académico tendía a ser muy preciso en términos de morfología, pero menos clásico en sus estructuras oracionales. En cuanto al vocabulario y la ortografía, el uso tendía a ser bastante ecléctico, empleando formas medievales y reutilizando términos clásicos con significados modernos. En cualquier caso, se aceptaba que los términos técnicos requerirían neologismos.
Existen diferencias ocasionales entre el latín clásico y el neolatín, que a veces pueden asumirse como errores de los autores. Sin embargo, un análisis cuidadoso de las gramáticas disponibles a menudo muestra que estas diferencias se basaban en la comprensión de las reglas gramaticales de la época. Por ejemplo, muchos gramáticos creían que todos los nombres de ríos eran masculinos, incluso aquellos terminados en -a.

Además, los autores neolatinos tendían a formar nuevas palabras no atestiguadas, como abductor o fulminatrix,utilizando reglas clásicas. Helander señala:
«Aparentemente, los autores no se preocupaban por si estas palabras existían en la literatura latina preservada, siempre y cuando estuvieran formadas de manera regular. Por regla general, su juicio era muy acertado, y en la mayoría de los casos, como lectores, no nos damos cuenta de que estamos tratando con neologismos... Probablemente, muchas de estas palabras estuvieron en boca de los antiguos romanos, aunque no han sobrevivido en los textos que nos han llegado. Uno podría preguntarse si estamos en lo correcto al llamar 'neologismos' a tales palabras».
El léxico empleado se derivaba de un conjunto más amplio de autores que el periodo «clásico», especialmente entre los autores que buscaban un nivel más alto de estilo. De manera similar, algunas palabras clásicas que eran poco comunes se usaron con mucha más frecuencia, como adorea (gloria).
El latín empleado en publicaciones científicas tiende a percibirse como más simple y moderno, posiblemente siguiendo los patrones lingüísticos de las lenguas nativas de los escritores. Sin embargo, a menudo cumplía un propósito claro y menos literario: proporcionar un texto o una traducción en latín internacional y precisa.

#### Latín como lengua hablada
Como lengua aprendida, los niveles de fluidez en latín variaban. Se preferían las discusiones sobre temas especializados entre especialistas o entre personas educadas de diferentes lenguas nativas. Incluso entre los escritores de latín altamente competentes, las habilidades orales a veces podían ser mucho más bajas, lo que reflejaba tanto la reticencia a cometer errores en público como la simple falta de práctica oral.
Como se menciona más adelante, una característica importante del latín en este periodo era que su pronunciación tendía a seguir prácticas nacionales o incluso locales. Esto podía dificultar especialmente la comunicación inicial entre latinistas de diferentes procedencias, siendo notablemente extrañas las pronunciaciones inglesa y francesa. En términos de estatus, la pronunciación italiana tendía a gozar de mayor prestigio y aceptación.
A partir de algún momento del siglo XVII, las habilidades orales en latín comenzaron a declinar. Desde entonces, se pueden encontrar quejas crecientes sobre los estándares del latín hablado.

#### Latín como lengua oficial y diplomática

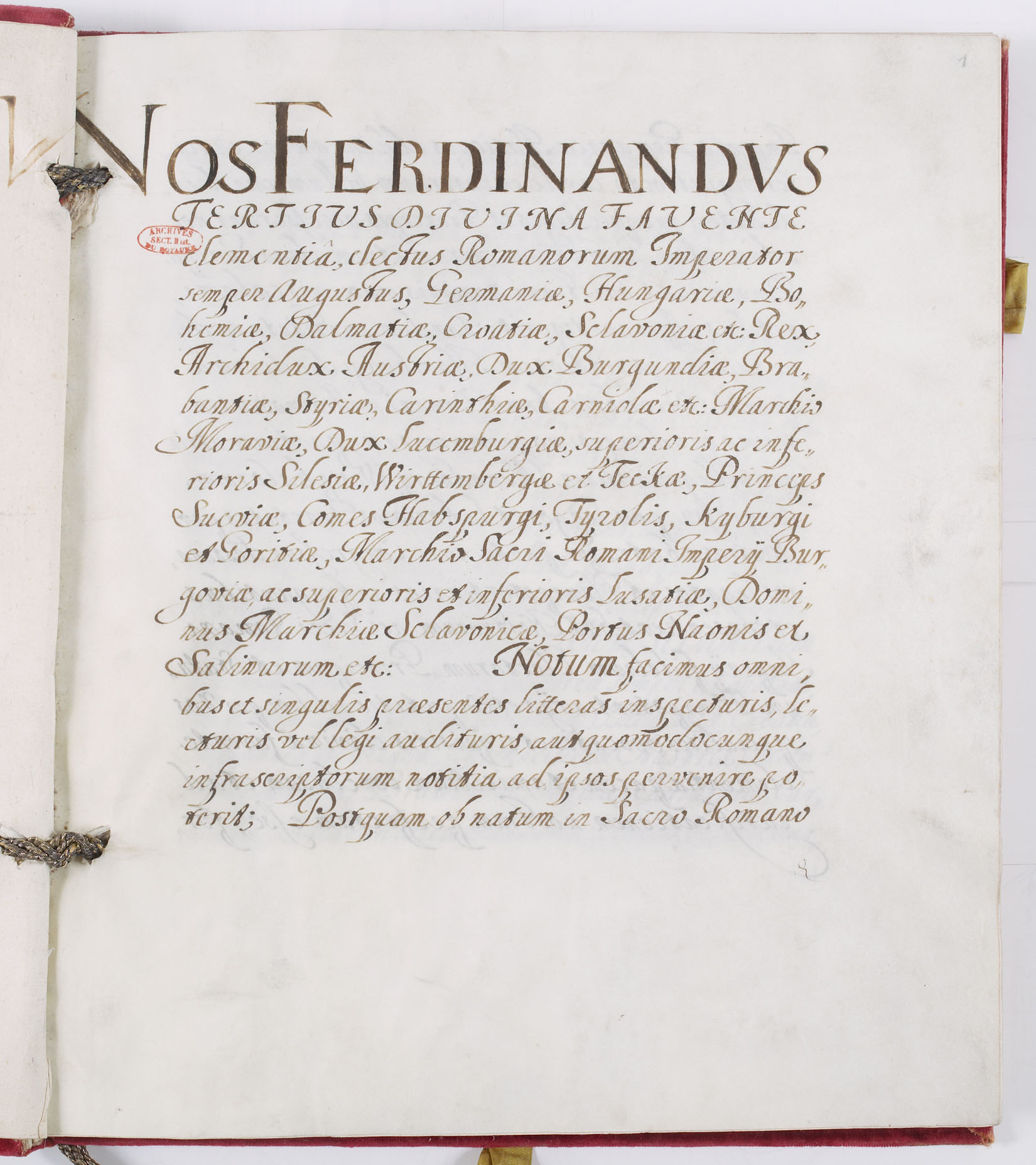
Tratado de Münster, parte de la Paz de Westfalia, negociado y escrito en latín.

Los entornos oficiales y diplomáticos son casos específicos en los que se usaba el latín oral y conversacional, como en contextos legales, parlamentos o negociaciones. El latín no solo se utilizaba en discursos formales y textos como tratados, sino que también era el medio para discutir detalles y resolver problemas.
El latín fue una lengua oficial de Polonia, reconocida y ampliamente utilizada. Entre los siglos IX y XVIII, se empleó comúnmente en relaciones exteriores y era popular como segunda lengua entre parte de la nobleza.
Durante la mayor parte del siglo XVII, el latín también fue supremo como lengua internacional de correspondencia diplomática, usado en negociaciones entre naciones y en la redacción de tratados, como los tratados de paz de Osnabrück y Münster (1648). Como lengua auxiliar frente a las lenguas vernáculas locales, el latín aparecía en una amplia variedad de documentos. La necesidad de leer estos documentos siguió siendo importante para los diplomáticos.
El uso del latín en contextos diplomáticos era especialmente relevante para las naciones más pequeñas que mantenían el latín para diversos propósitos internacionales y que, por lo tanto, lo defendían incluso cuando el francés comenzaba a establecerse como un medio más común para la diplomacia.

### Declive del neolatín (sigloXVIII)
A medida que idiomas como el francés, el italiano, el alemán y el inglés se difundieron más ampliamente, el uso de un idioma auxiliar «difícil» como el latín pareció menos necesario. Con un público lector más amplio, muchos campos de la literatura se volvieron más nacionales, y a medida que las lenguas vernáculas se conocían mejor, la traducción entre fronteras lingüísticas se hizo más práctica. En resumen, la utilidad del latín en muchas áreas disminuyó, y con ello también su producción. Sin embargo, el latín continuó siendo importante durante el siglo XVIII, especialmente en la educación superior, donde seguía siendo el idioma dominante en las conferencias. En campos específicos como la medicina, la biología, el derecho y la teología, el latín mantuvo su influencia de manera más plena y por más tiempo. En algunos países, particularmente en Escandinavia y Europa del Este, el latín desempeñó un papel más fuerte debido al reducido tamaño de las comunidades lingüísticas o a la necesidad de trabajar entre esas fronteras con un medio neutral y mutuamente aceptable.
En la educación escolar, el latín enfrentó ataques crecientes, ya que los estudiantes necesitaban tiempo para estudiar otras materias más prácticas. Sin embargo, no fue desplazado de su posición dominante, especialmente como una habilidad necesaria para ingresar a la universidad. Con el tiempo, incluso cuando la relevancia del latín y el nivel de dominio entre los estudiantes disminuyó, el idioma se asoció cada vez más con barreras de clase, convirtiéndose en un pasaporte a cierto tipo de educación y prestigio social, que quedaban fuera del alcance de quienes no podían dedicar tiempo a su estudio.

#### El latín en la educación escolar durante elsigloXVIII
En el siglo XVIII, se extendió la idea de que el latín y el griego antiguo carecían de utilidad para todos excepto una pequeña minoría. El uso del latín en la educación comenzó a enfrentarse a serias críticas, ya que la necesidad de una educación más práctica se expandía mientras que la relevancia del latín disminuía. Sin embargo, estos cambios encontraron resistencia.
En las colonias americanas, comenzaron a surgir demandas de una educación más práctica en la década de 1750. En Polonia, en 1774 se intentó reducir el papel del latín a una materia específica y abandonar su uso como lengua hablada, pero estas reformas enfrentaron oposición y se retiraron en 1778, cuando el latín fue restaurado como medio hablado. Del mismo modo, los intentos de introducir el italiano y reducir la enseñanza del latín en Piamonte en la década de 1790 también tuvieron problemas, en parte debido a las diferencias entre el dialecto local y el italiano estándar. Las reformas se retiraron, y los niños continuaron aprendiendo, leyendo y escribiendo en latín antes de abordar otros idiomas.
En Francia, bajo el Antiguo Régimen, la enseñanza permaneció mayormente enfocada en el latín hasta la Revolución. Aunque se hicieron algunos intentos para enseñar gramática latina en francés y para que los niños aprendieran a leer y escribir primero en francés, estas iniciativas se limitaron generalmente a los centros urbanos y a colegios estatales como los de París. En la mayor parte del campo, los niños aprendían a leer y escribir en latín antes que en francés hasta la década de 1790. Sin embargo, el uso del latín hablado en las escuelas disminuyó a lo largo del siglo, particularmente a partir de la década de 1750. Gradualmente, la enseñanza del latín en las escuelas pasó de ser una lengua destinada al uso y la producción a un enfoque en la comprensión escrita.

#### La enseñanza del latín en las universidades en elsigloXVIII
En las academias, sin embargo, el latín mantuvo su preeminencia. En la Sorbona, por ejemplo, el latín siguió siendo el idioma dominante en la enseñanza, con casi todos los cursos impartidos y evaluados en este idioma. En Oxford, las reglas de exclusividad del latín continuaron vigentes, aunque hay evidencia clara de un declive en los estándares de latín hablado, y ya no se esperaba su uso fuera de las clases. En otros lugares, los cursos sobre temas técnicos tendieron a inclinarse hacia las lenguas vernáculas, aunque algunos se ofrecían tanto en latín como en las lenguas locales. A partir de la década de 1750, los cursos impartidos en italiano se hicieron más comunes en materias como comercio y matemáticas. De todos modos, incluso cuando los cursos se dictaban en lenguas vernáculas, las ocasiones formales, como las lecciones inaugurales y las ceremonias, a menudo seguían siendo en latín.

#### Ciencias y academia
A principios del siglo XVIII, el latín seguía haciendo una contribución significativa a las publicaciones académicas, aunque ya no era dominante. Por ejemplo, más del 50 % de las obras publicadas en Oxford entre 1690 y 1710 estaban en latín, y el 31 % del total de publicaciones mencionadas en la Bibliothèque raisonnée des ouvrages des savants de l'Europe entre 1728 y 1740 también lo estaban.
Las diferencias regionales y temáticas fueron determinantes en la elección del idioma y del público objetivo. Un ejemplo de la transición hacia las lenguas vernáculas en Inglaterra puede verse en la carrera de Isaac Newton, que comenzó publicando en neolatín y terminó en inglés (por ejemplo, Opticks, 1704). En contraste, mientras que el filósofo alemán Christian Wolff (1679–1754) popularizó el alemán como lengua de instrucción e investigación académica y escribió algunas obras en alemán, continuó escribiendo principalmente en latín para que sus obras pudieran alcanzar con mayor facilidad a un público internacional (por ejemplo, Philosophia moralis, 1750–1753).
Alrededor del 20 % de las revistas académicas estaban en latín. El latín se utilizó especialmente en el mundo de habla alemana, donde las lenguas vernáculas aún no estaban tan establecidas. La erudición, la teología, las ciencias y la medicina eran temas que a menudo se abordaban en latín, como en la longeva revista médica Miscellania curiosa medico-physica, publicada desde 1670 hasta 1791. Algunas revistas eran de carácter general, como la Acta litteraria Bohemiae et Moraviae, de Praga, lanzada en 1744.

#### Literatura y poesía
A medida que avanzaba el siglo XVIII, la amplia producción literaria en latín que se había observado al inicio comenzó a disminuir. La literatura en latín tendía a producirse en países donde las lenguas vernáculas, por sí solas, aún podían atraer a un público reducido. Sin embargo, se produjeron algunos libros en latín que fueron bien conocidos, influyentes y populares, como el Iter Subterraneum, una alegoría fantástica publicada en 1741.

#### Latín hablado en elsigloXVIII
Incluso en la década de 1720, el latín seguía utilizándose de manera conversacional y resultaba práctico como lengua auxiliar internacional entre personas de diferentes países que no compartían otro idioma. Por ejemplo, el rey hanoveriano Jorge I de Gran Bretaña (que reinó entre 1714 y 1727), quien no hablaba inglés, se comunicaba en latín con su primer ministro Robert Walpole.
Sin embargo, hay un registro abundante de quejas sobre el bajo nivel del latín hablado en universidades y contextos similares. Aunque también hubo elogios, queda claro que las habilidades orales estaban en declive. En el ámbito académico, las conferencias comenzaron a incluir resúmenes en lenguas vernáculas al final. En algunos contextos, como en Polonia, simplemente se aceptaba que el latín oral no necesitaba perfeccionarse como un idioma administrativo funcional. En otros contextos, esto generó presiones para abandonar el uso oral del latín.
El latín comenzó a inclinarse cada vez más hacia su uso como lengua escrita en lugar de hablada. Una evidencia de esto se encuentra en los cambios en el uso de los signos diacríticos en los textos, los cuales dejaron de emplearse.

#### Diplomacia y estatus oficial
A principios del siglo XVIII, el francés reemplazó al latín como el idioma diplomático dominante, debido a la imponente presencia en Europa de la Francia de Luis XIV. Sin embargo, algunas naciones más pequeñas, como Dinamarca y Suecia, continuaron prefiriendo el latín durante algún tiempo. 
Algunos de los últimos grandes tratados internacionales redactados en latín incluyen el Tratado de Viena en 1738 y el Tratado de Belgrado en 1739. Después de la Guerra de Sucesión Austriaca (1740–1748), la diplomacia internacional se realizó predominantemente en francés. Algunos tratados comerciales menores se redactaron en latín en 1737 y 1756 entre Dinamarca y la Sublime Puerta.
El latín retuvo un papel significativo en la correspondencia diplomática más allá de estas fechas. El Papado, el Sacro Imperio Romano Germánico y Suecia continuaron prefiriendo el latín para sus comunicaciones durante el siglo. En cualquier caso, debido a la necesidad de consultar acuerdos históricos previos, el latín siguió siendo una habilidad importante para los diplomáticos y se incluía en su formación.
Prusia encontró el latín indispensable incluso en 1798, por razones prácticas al administrar la partición de Polonia desde la década de 1770, donde el latín seguía siendo el principal idioma administrativo. En Europa central, el latín mantuvo un estatus oficial en Hungría y Croacia, como un idioma neutral.

### SigloXIX
Para 1800, las publicaciones en latín estaban muy superadas en número, y a menudo en calidad, por los escritos en las lenguas modernas. La literatura en latín perduró más tiempo en campos muy específicos (por ejemplo, botánica y zoología), donde había adquirido un carácter técnico y donde una literatura accesible solo para un pequeño número de eruditos podía seguir siendo viable. Para finales del siglo XIX, el latín, en algunos casos, funcionaba menos como un idioma que como un código capaz de una expresión concisa y exacta, como en las recetas médicas o en las descripciones de especímenes botánicos. En otros campos (por ejemplo, anatomía o derecho), donde el latín había sido ampliamente utilizado, sobrevivió en frases y terminología técnica. La perpetuación del latín eclesiástico en la Iglesia Católica durante el siglo XX puede considerarse un caso especial de la tecnificación del latín y de la restricción de su uso a una clase elitista de lectores.

#### Educación clásica y el latín
A pesar de las tendencias del siglo XVIII hacia una menor importancia del latín, el estudio de este idioma, junto con el griego, recibió un impulso significativo después de 1800 con el resurgimiento de la educación humanista, especialmente en la educación de élite en Francia, Alemania, Inglaterra y otros lugares.
En este modelo, el latín perdió estatus frente al griego antiguo, que se consideraba un ejemplo estético superior, aunque ambos idiomas eran considerados necesarios para una «educación clásica». El latín seguía siendo generalmente un requisito para la educación universitaria. Las habilidades de composición en latín aún eran necesarias, por ejemplo, para la presentación de tesis en las primeras décadas del siglo XIX.
En Inglaterra, el estudio de los clásicos se intensificó en instituciones como Eton o Charterhouse. Sin embargo, en las escuelas de gramática, el estudio del latín había disminuido, cesado o se había vuelto simbólico en la mayoría de los casos hacia el momento de la investigación de la Comisión Taunton en 1864, una situación que ayudó a revertirse en las décadas siguientes.
El renovado énfasis en el estudio del latín clásico como lengua hablada de los romanos de los siglos I a. C. y I d. C. fue similar al de los humanistas, pero se basó en estudios lingüísticos, históricos y críticos más amplios de la literatura latina. Esto condujo a la exclusión de la literatura en neolatín de los estudios académicos en escuelas y universidades (excepto en estudios avanzados de lenguas históricas); al abandono de los neologismos en neolatín; y a un creciente interés por la pronunciación clásica reconstruida, que desplazó las diversas pronunciaciones regionales en Europa a principios del siglo XX.
Coincidiendo con estos cambios en la enseñanza del latín, y en cierta medida motivándolos, surgió una preocupación por la falta de competencia en latín entre los estudiantes. El latín ya había perdido su papel privilegiado como materia central de la enseñanza elemental; y a medida que la educación se expandió a las clases medias y bajas, tendió a desaparecer por completo.
El latín y los clásicos estaban bajo presión debido a la necesidad de una educación general mucho más amplia para la población en general. No era claramente útil ni apropiado que todos alcanzaran altos niveles de conocimiento en latín o griego. Sin embargo, como requisito para el ingreso a la universidad, constituía una barrera de acceso para personas de orígenes menos privilegiados; esto incluso se consideraba algo positivo. De este modo, la educación en latín se asoció cada vez más con una forma de elitismo, vinculada a la educación de los «caballeros» ingleses o la burguesía francesa, y formó un vínculo común de referencias dentro de estas clases sociales.
Latín y lingüística
A medida que el estudio académico de las lenguas se intensificó en Alemania y otros lugares, también lo hizo el conocimiento del latín. Esto se manifestó en la propuesta de restaurar la pronunciación clásica, pero también en un refinamiento aún mayor del conocimiento sobre la cantidad vocálica, el uso de construcciones gramaticales y el significado de palabras específicas. Comenzó el estudio del latín no estándar. En general, esto intensificó la purificación, estandarización y academización del latín. En la educación, esto llevó a un enfoque cada vez más centrado en la gramática en muchos países, reforzando su reputación de ser difícil y abstracto.

#### Usos del latín a finales delsigloXIX

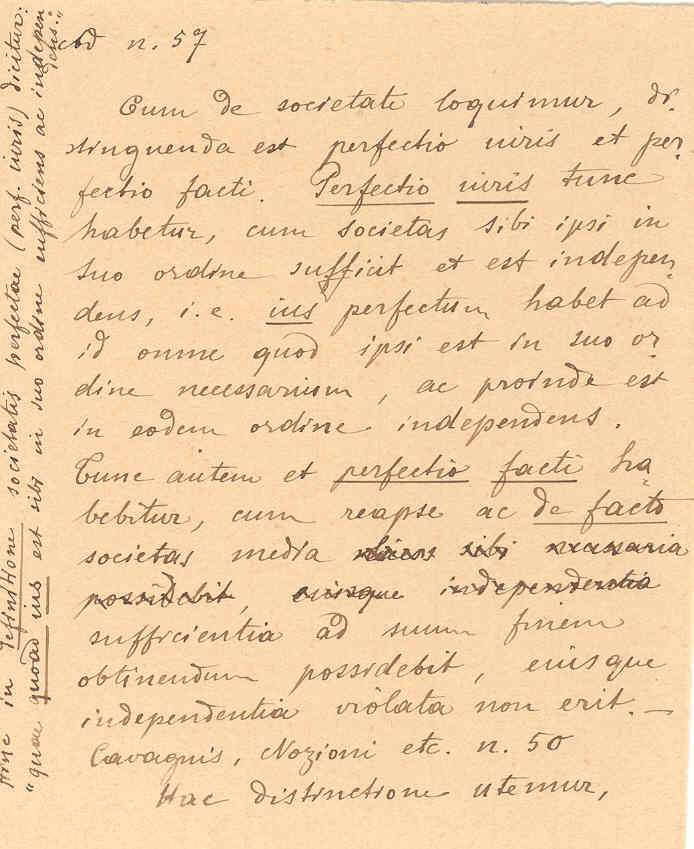
Documento manuscrito en latín por Eugenio Pacelli (futuro Papa Pío XII), 1899.

Hacia 1900, la composición creativa en latín con fines puramente artísticos se había vuelto rara en muchos países. Autores como Arthur Rimbaud y Max Beerbohm escribieron versos en latín, pero estos textos solían ser ejercicios escolares o piezas ocasionales. Sin embargo, la tradición era lo suficientemente fuerte en países como Holanda, Croacia e Italia, entre otros, como para sostener un concurso anual de poesía latina, el Certamen Hoeufftianum, que se celebró hasta 1978.
Los estudiosos de los clásicos fueron los últimos en mantener el uso del latín en un contexto académico. Por ejemplo, los comentarios textuales sobre obras en latín podían redactarse en esta lengua. Asimismo, ocasionalmente, se podían publicar artículos académicos en revistas de estudios clásicos escritos en latín.
Algunas de las últimas manifestaciones del neolatín para transmitir información se dieron en el uso del latín como recurso para encubrir pasajes o expresiones considerados demasiado indecentes para ser leídos por niños, las clases bajas o (en su mayoría) mujeres. Este tipo de pasajes aparecen en traducciones de textos extranjeros y en obras sobre folclore, antropología y psicología. Un ejemplo de esto se encuentra en la obra Psychopathia Sexualis (1886) de Krafft-Ebing.
Usos oficiales del latín
Un caso especial fue el uso del latín en Hungría y Croacia, donde permaneció como lengua de gobierno durante la primera mitad del siglo XIX. En Hungría se publicaban documentos en latín, y este se utilizaba como idioma en los debates parlamentarios. Esto fue, en gran medida, un compromiso entre húngaros y croatas para evitar la imposición del alemán, o de sus propias lenguas, entre ellos. El legado de esta situación política permitió que continuara una fuerte tradición latina en Croacia durante un tiempo considerable, donde se siguió produciendo poesía en latín hasta finales del siglo.
La abolición del Sacro Imperio Romano Germánico marcó el fin del uso del latín como lengua oficial. Sin embargo, Suecia continuó utilizándolo para la correspondencia diplomática durante el siglo XIX, al igual que el Vaticano.

### Desde 1900 en adelante
El latín como lengua ocupó un lugar preeminente en la educación hasta la segunda mitad del siglo XIX en el mundo angloparlante. A partir de entonces, su valor fue cada vez más cuestionado; en el siglo XX, filosofías educativas como la de John Dewey rechazaron su relevancia. Al mismo tiempo, el estudio filológico del latín parecía demostrar que los métodos y materiales tradicionales para enseñar la lengua estaban peligrosamente desactualizados e ineficaces.

### Vestigios

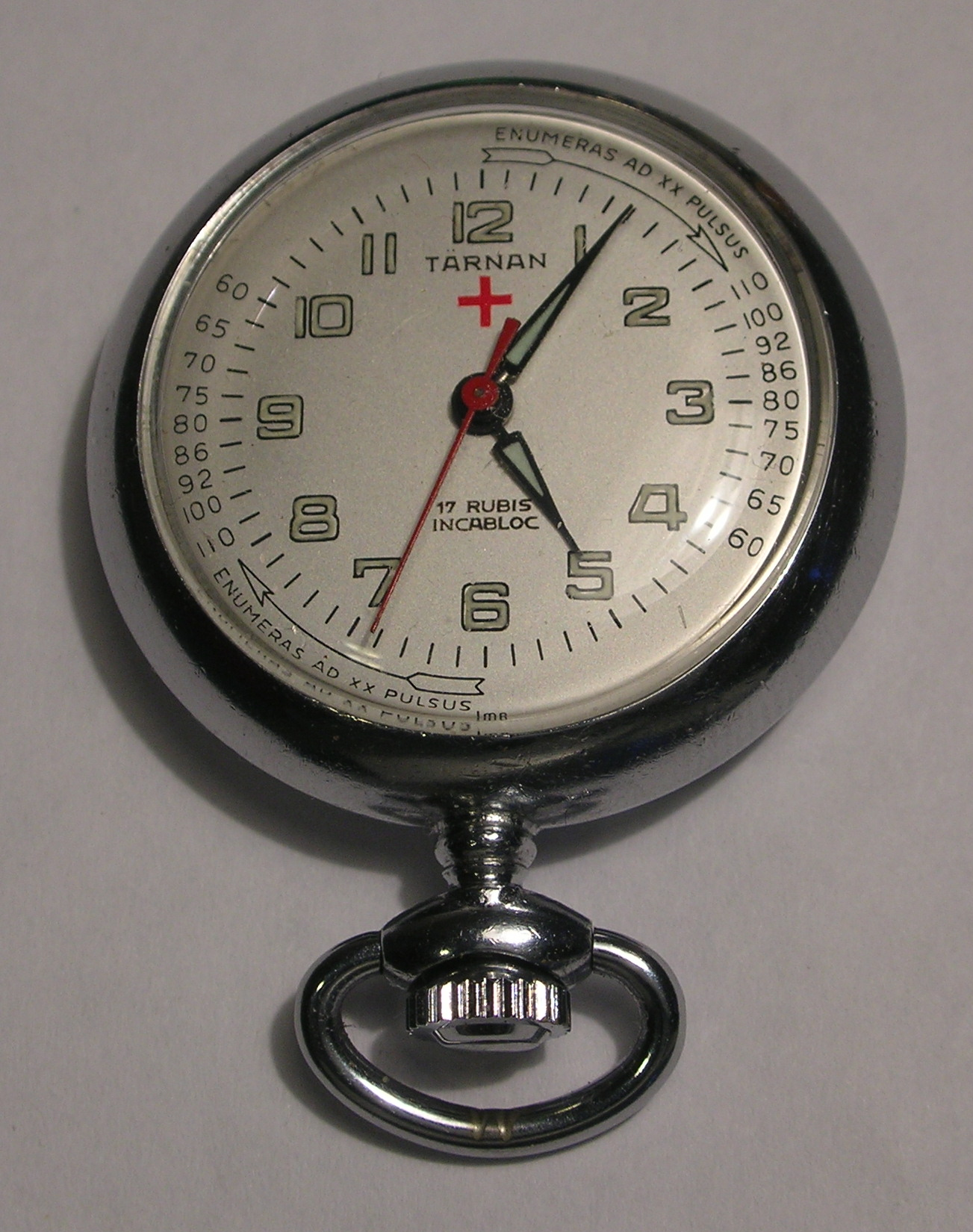
Este reloj de bolsillo hecho para la comunidad médica tiene instrucciones en latín en su esfera para medir el pulso de un paciente: enumeras ad XX pulsus, «cuenta hasta 20 pulsos».

El latín eclesiástico, la forma de neolatín utilizada en la Iglesia Católica, permaneció en uso durante este período y después. Hasta el Concilio Vaticano II (1962–1965), se esperaba que todos los sacerdotes tuvieran competencia en esta lengua, la cual era estudiada en las escuelas católicas. Hoy en día sigue siendo la lengua oficial de la Iglesia, y el derecho canónico requiere que todos los sacerdotes de los ritos litúrgicos latinos tengan competencia en el idioma.
El neolatín también es la fuente del sistema biológico de nomenclatura binomial y clasificación de los organismos vivos ideado por Carl Linnaeus, aunque las reglas de la ICZN permiten la creación de nombres que se desvían considerablemente de las normas históricas (véase también compuestos clásicos). Otra continuación del uso del latín es la designación de nombres latinos para las características superficiales de planetas y satélites planetarios (nomenclatura planetaria), iniciada a mediados del siglo XVII con los topónimos selenográficos. El neolatín también ha contribuido con un vocabulario especializado en campos como la anatomía y el derecho; algunas de estas palabras han pasado a formar parte del vocabulario cotidiano no técnico de varios idiomas europeos. 

## Pronunciación
El latín neolatino no tenía una única pronunciación estándar, sino una gran variedad de variantes locales o dialectos, todos ellos diferentes entre sí y también distintos de la pronunciación histórica del latín durante la República y el Imperio romano. En general, la pronunciación local del latín utilizaba sonidos idénticos a los de la lengua dominante de la región, como resultado de una evolución paralela entre las lenguas vivas y los dialectos hablados del latín. A pesar de esta variación, hay ciertas características comunes a casi todos los dialectos del neolatín, entre ellas:
- El uso de una fricativa sibilante o africada en lugar de una oclusiva para las letras c y, a veces, g, cuando preceden a una vocal frontal.
- El uso de una fricativa sibilante o africada para la letra t cuando no está al comienzo de la primera sílaba y precede a una i átona seguida de otra vocal.
- El uso de una fricativa labiodental para la mayoría de los casos de la letra v (o u consonántica), en lugar del aproximante labiovelar clásico /w/.
- Una tendencia a sonorizar la s medial como [z], especialmente entre vocales.
- La fusión de æ y œ con e, y de y con i.
- La pérdida de la distinción entre vocales largas y breves, con las diferencias vocálicas restantes dependiendo del acento de la palabra.

Los dialectos regionales del neolatín pueden agruparse en familias, según el grado en que compartan rasgos comunes de pronunciación. La principal división es entre la familia occidental y la familia oriental del neolatín. La familia occidental incluye la mayoría de las regiones de habla romance (Francia, España, Portugal, Italia) y las Islas Británicas; la familia oriental incluye Europa Central (Alemania y Polonia), Europa Oriental (Rusia y Ucrania) y Escandinavia (Dinamarca y Suecia).
La familia occidental se caracteriza, entre otras cosas, por tener una variante frontal de la letra g antes de las vocales æ, e, i, œ, y, y también por pronunciar la j de la misma manera (excepto en Italia). En la familia oriental del latín, la j siempre se pronuncia [ j ], y la g mantiene el mismo sonido (generalmente [ɡ]) tanto frente a vocales frontales como posteriores; las excepciones surgieron posteriormente en algunos países escandinavos.
La siguiente tabla ilustra algunas de las variaciones en las consonantes del neolatín que se encuentran en varios países de Europa, en comparación con la pronunciación del latín clásico de los siglos I a. C. y d. C. En Europa Oriental, la pronunciación del latín era generalmente similar a la mostrada en la tabla para el alemán, aunque con [z] para la letra z en lugar de [ts].
| Letra romana                                                                  | Pronunciación | Pronunciación | Pronunciación | Pronunciación | Pronunciación | Pronunciación | Pronunciación                  | Pronunciación  | Pronunciación  | Pronunciación |
| Letra romana                                                                  | Clásica       | Occidental    | Occidental    | Occidental    | Occidental    | Central       | Central                        | Oriental       | Oriental       | Oriental      |
| Letra romana                                                                  | Clásica       | Francia       | Inglaterra    | Portugal      | España        | Italia        | Rumania                        | Alemania       | Países Bajos   | Escandinavia  |
| ----------------------------------------------------------------------------- | ------------- | ------------- | ------------- | ------------- | ------------- | ------------- | ------------------------------ | -------------- | -------------- | ------------- |
| c antes de «æ», «e», «i», «œ», «y»                                            | / k /         | / s /         | / s /         | / s /         | / θ /         | / tʃ /        | / tʃ /                         | / ts /         | / s /          | / s /         |
| cc antes de «æ», «e», «i», «œ», «y»                                           | / kː /        | / ks /        | / ks /        | / ss /        | / kθ /        | / ttʃ /       | / ktʃ /                        | / kts /        | / ss /         | / ss /        |
| ch                                                                            | / kʰ /        | / ʃ /         | / tʃ /        | / tʃ /        | / tʃ /        | / k /         | / k /                          | / k /, / x /   | / x /          | / k /         |
| g antes de «æ», «e», «i», «œ», «y»                                            | / ɡ /         | / ʒ /         | / dʒ /        | / ʒ /         | / x /         | / dʒ /        | / dʒ /                         | / ɡ /          | / ɣ / or / x / | / j /         |
| j                                                                             | / j /         | / ʒ /         | / dʒ /        | / ʒ /         | / x /         | / j /         | / ʒ /                          | / j /          | / j /          | / j /         |
| qu antes de «a», «o», «u»                                                     | / kʷ /        | / kw /        | / kw /        | / kw /        | / kw /        | / kw /        | / kv /                         | / kv /         | /kw /          | / kv /        |
| qu antes de «æ», «e», «i»                                                     | / kʷ /        | / k /         | / kw /        | / k /         | / k /         | / kw /        | / kv /                         | / kv /         | /kw /          | / kv /        |
| s entre vocales, excepto «ss»                                                 | / s̠ /         | / z /         | / z /         | / z /         | / s /         | / z /         | / z /                          | / z /          | / z /          | / s /         |
| sc antes de «æ», «e», «i», «œ», «y»                                           | / sk /        | / s /         | / s /         | / s /         | / sθ /        | / ʃ /         | / stʃ /, / sk / (antes / ʃt /) | / sts /        | / s /          | / s /         |
| t antes de una i (átona) +vocal, excepto al inicio o después de «s», «t», «x» | / t /         | / s /         | / ʃ /         | / s /         | / θ /         | / ts /        | / ts /                         | / ts /         | / ts /         | / ts /        |
| v                                                                             | / w /         | / v /         | / v /         | / v /         | / b / ([β])   | / v /         | / v /                          | / f / or / v / | / v /          | / v /         |
| z                                                                             | / zz /        | / z /         | / z /         | / z /         | / θ /         | / dz /        | / z /                          | / ts /         | / z /          | / s /         |

## Ortografía

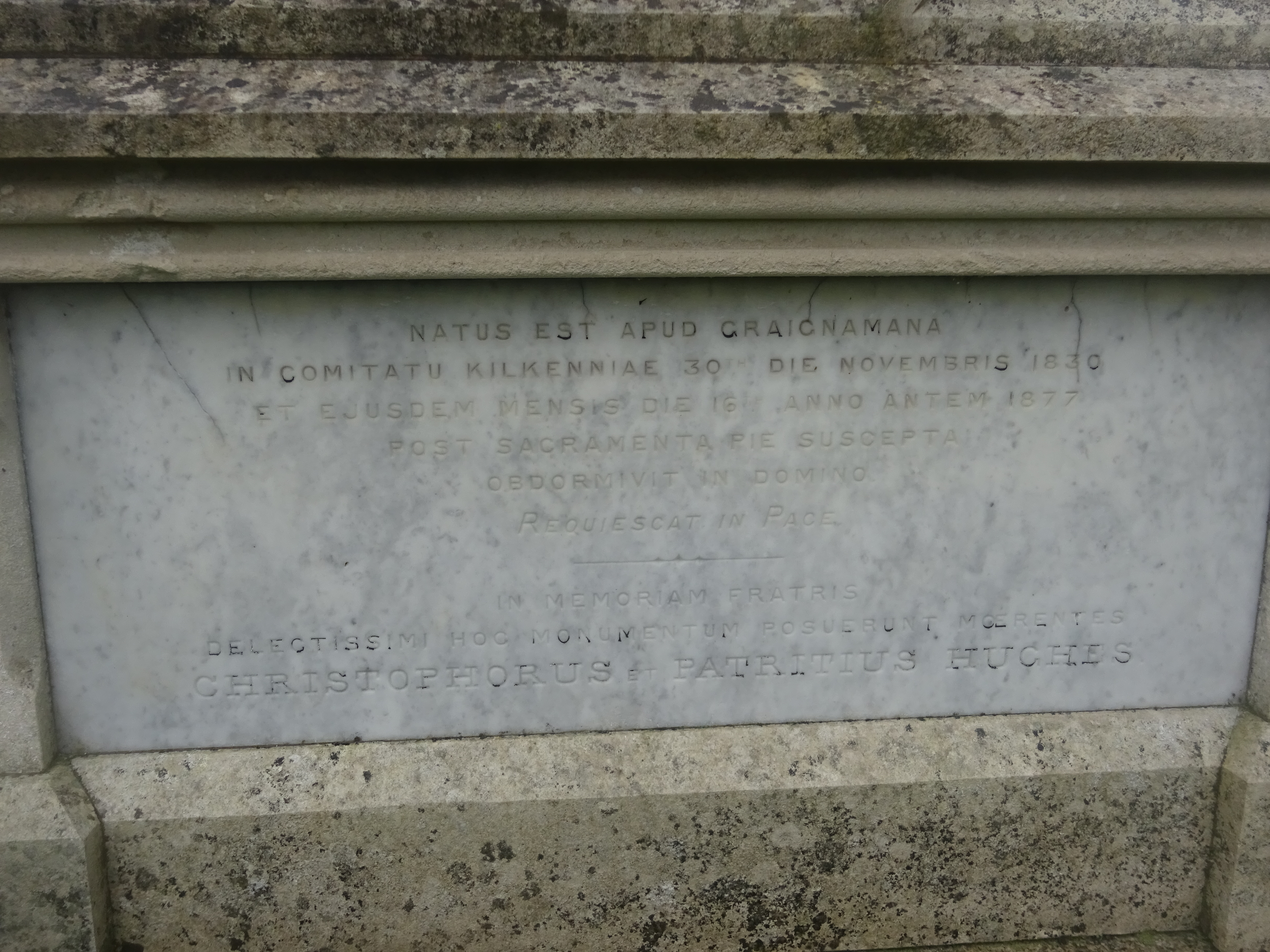
Inscripción funeraria en latín en Irlanda, 1877; utiliza las letras distintivas U y J en palabras como APUD y EJUSDEM, y el dígrafo Œ en MŒRENTES.

Los textos en neolatín se encuentran principalmente en ediciones impresas tempranas, que presentan ciertas características de ortografía y el uso de diacríticos diferentes del latín clásico, las convenciones de los manuscritos latinos medievales y las representaciones del latín en ediciones modernas impresas.

### Caracteres
En cuanto a la ortografía, el neolatín, salvo en los textos más antiguos, distingue entre las letras u y v, así como entre i y j. En textos más antiguos, impresos hasta aproximadamente 1630, la v se usaba en posición inicial (incluso cuando representaba una vocal, como en vt, posteriormente impreso como ut), y la u se utilizaba en otros contextos, como en nouus, más tarde impreso como novus.
A mediados del siglo XVII, la letra v se usaba comúnmente para el sonido consonántico del V romano, que en la mayoría de las pronunciaciones del latín durante el periodo neolatín [v] (y no [w]), como en vulnus («herida»), corvus («cuervo»). Cuando la pronunciación seguía siendo [w], como después de g, q y s, se continuaba utilizando la u para la consonante, por ejemplo, en lingua, qualis y suadeo.
La letra j generalmente representaba un sonido consonántico (pronunciado de diversas maneras en diferentes países europeos, como [j], [dʒ], [ʒ], [x]). Aparecía, por ejemplo, en jam («ya») o jubet («él/ella ordena») (anteriormente escrito como iam y iubet). También se encontraba entre vocales en palabras como ejus, hujus, cujus (anteriormente eius, huius, cuius), y se pronunciaba como una consonante; igualmente en formas como major y pejor. J también se usaba cuando era la última en una secuencia de dos o más i's, como en radij (ahora escrito radii, «rayos»), alijs («a otros»), iij, el número romano 3; sin embargo, ij fue reemplazado en su mayoría por ii para el año 1700.
Al igual que en los textos de otros idiomas que utilizan el alfabeto romano, los textos latinos hasta aproximadamente 1800 usaban la forma de letra ſ (la «s» larga) para s en posiciones que no eran al final de una palabra; por ejemplo, ipſiſſimus.
Los dígrafos ae y oe se escribían típicamente usando las ligaduras æ y œ (por ejemplo, Cæsar, pœna), excepto cuando formaban parte de una palabra escrita completamente en mayúsculas, como en títulos, encabezados de capítulos o leyendas. Más raramente (y usualmente en textos del siglo XVI al XVII temprano), se usaba la e caudata como sustituto de los dígrafos.

### Diacríticos

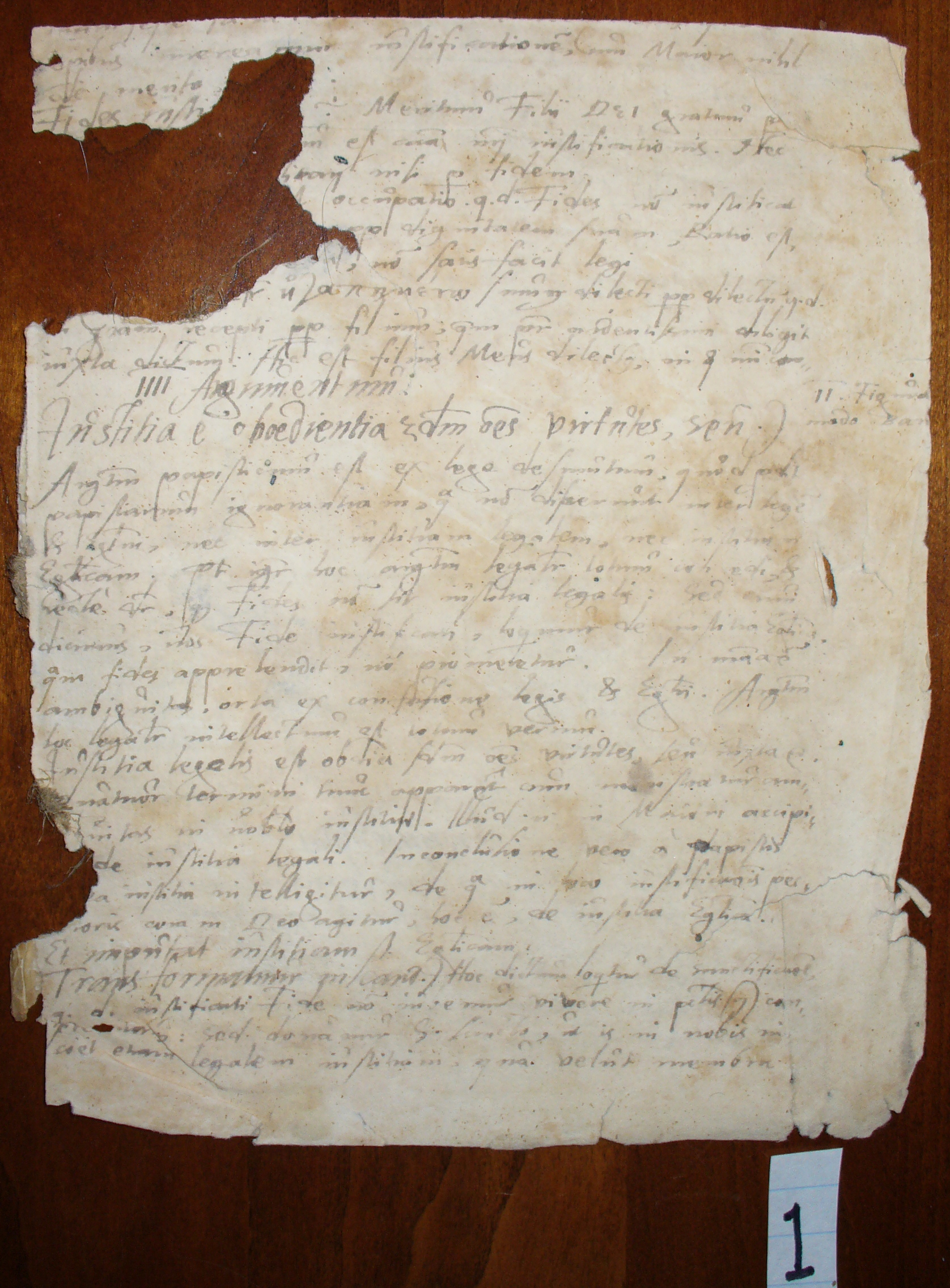
Escritura en latín de 1595.

Tres tipos de diacríticos estaban en uso común: el acento agudo (´), el acento grave (`) y el acento circunflejo (ˆ). Normalmente, estos solo se marcaban sobre las vocales (por ejemplo, í, è, â); sin embargo, en algunos casos se aplicaban en otras situaciones, como se menciona a continuación.
El acento agudo marcaba una sílaba tónica, pero normalmente se limitaba a aquellas en las que el acento no estaba en su posición habitual, determinada por la longitud de la vocal y el peso silábico. En la práctica, se encontraba típicamente sobre la vocal en la sílaba inmediatamente anterior a un clítico final, particularmente que («y»), ve («o») y ne (un marcador de pregunta); por ejemplo, idémque («y lo mismo»). Algunos impresores, sin embargo, colocaban este acento agudo sobre la q en el enclítico que, como en eorumq́ue («y suyos»). El acento agudo cayó en desuso hacia el siglo XIX.
El acento grave tenía diversos usos, ninguno relacionado con la pronunciación o el acento. Siempre se encontraba en la preposición à (variante de ab «por» o «de») y de manera similar en la preposición è (variante de ex «de» o «fuera de»). También podía encontrarse en la interjección ò («¡Oh!»). Con mayor frecuencia, se encontraba sobre la última (o única) sílaba de varios adverbios y conjunciones, particularmente aquellos que podían confundirse con preposiciones o con formas flexionadas de sustantivos, verbos o adjetivos. Ejemplos incluyen certè («ciertamente»), verò («pero»), primùm («al principio»), pòst («después»), cùm («cuando»), adeò («hasta ahora, tanto»), unà («juntos»), quàm («que»). En algunos textos, el acento grave aparecía sobre los clíticos como que, en cuyo caso no aparecía el acento agudo antes de ellos.
El acento circunflejo representaba la longitud métrica (generalmente no se pronunciaba distintivamente en el período del neolatín) y se encontraba principalmente sobre una a que representaba el caso ablativo singular, por ejemplo, eâdem formâ («con la misma forma»). También podía usarse para distinguir dos palabras que se escribían de manera idéntica, pero con distinta longitud de vocal; por ejemplo, hîc («aquí») se diferenciaba de hic («este»), fugêre («han huido», = fūgērunt) se diferenciaba de fugere («huir»), o senatûs («del senado») se diferenciaba de senatus («el senado»). También se usaba para vocales surgidas por contracción, por ejemplo, nôsti por novisti («tú sabes»), imperâsse por imperavisse («haber mandado»), o dî por dei o dii.

## Obras importantes (1500-1900)

### Literatura y biografía
- 1511. Stultitiæ Laus, ensayo de Erasmus.
- 1516. Utopia[103] por Tomás Moro.
- 1525 y 1538. Hispaniola y Emerita, comedias de Juan de Maldonado.
- 1546. Sintra, poema de Luisa Sigea de Velasco.
- 1602. Cenodoxus, obra teatral de Jacob Bidermann.[104]
- 1608. Parthenica, dos poemarios de Elizabeth Jane Weston.[105]
- 1621. Argenis, novela de John Barclay.
- 1626–1652. Poems de John Milton.[106]
- 1634. Somnium, fantasía científica de Johannes Kepler.
- 1685. Piscatoria et Nautica, colección de poemas didácticos de Nicola Partenio Giannettasio.
- 1741. Nicolai Klimii Iter Subterraneum, sátira de Ludvig Holberg.
- 1761. Slawkenbergii Fabella, obra de parodia de Laurence Sterne, Tristram Shandy.
- 1767. Apollo et Hyacinthus, intermezzo de Rufinus Widl (con música de Wolfgang Amadeus Mozart).[107]
- 1835. Georgii Washingtonii, Americæ Septentrionalis Civitatum Fœderatarum Præsidis Primi, Vita, biografía de George Washington por Francis Glass.[108]

### Obras científicas
- 1543. De Revolutionibus Orbium Cœlestium de Nicolaus Copernicus.
- 1545. Ars Magna de Hieronymus Cardanus.
- 1551–58 y 1587. Historia animalium de Conrad Gessner.
- 1600. De Magnete, Magneticisque Corporibus et de Magno Magnete Tellure de William Gilbert.
- 1609. Astronomia nova de Johannes Kepler.
- 1610. Sidereus Nuncius de Galileo Galilei.
- 1620. Novum Organum de Francis Bacon.[109]
- 1628. Exercitatio Anatomica de Motu Cordis et Sanguinis in Animalibus de William Harvey.[110]
- 1659. Systema Saturnium  (enlace roto disponible en este archivo). de Christiaan Huygens.
- 1673. Horologium Oscillatorium de Christiaan Huygens.[111]
- 1687. Philosophiæ Naturalis Principia Mathematica de Isaac Newton.[112]
- 1703. Hortus Malabaricus de Hendrik van Rheede.[113]
- 1735. Systema Naturae de Carl Linnaeus.[114]
- 1737. Mechanica sive motus scientia analytice exposita[115] de Leonhard Euler.
- 1738. Hydrodynamica, sive de viribus et motibus fluidorum commentarii de Daniel Bernoulli.[116]
- 1747. Antilucretius de Cardinal de Polignac.
- 1748.  Introductio in analysin infinitorum de Leonhard Euler.[117]
- 1753. Species Plantarum de Carl Linnaeus.
- 1758. Systema Naturae (10ma ed.) de Carolus Linnaeus.
- 1791. De viribus electricitatis in motu musculari de Aloysius Galvani.[118]
- 1801. Disquisitiones Arithmeticae de Carl Gauss.
- 1810. Prodromus Florae Novae Hollandiae et Insulae Van Diemen de Robert Brown.[119]
- 1830. Fundamenta nova theoriae functionum ellipticarum de Carl Gustav Jacob Jacobi.
- 1840. Flora Brasiliensis de Carl Friedrich Philipp von Martius.[120]
- 1864. Philosophia zoologica de Jan van der Hoeven.[121]
- 1889. Arithmetices principia, nova methodo exposita de Giuseppe Peano.

### Otros temas técnicos
- 1511–1516. De Orbe Novo Decades de Peter Martyr d'Anghiera.
- 1514. De Asse et Partibus de Guillaume Budé.
- 1524. De motu Hispaniæ de Juan de Maldonado.
- 1525. De subventione pauperum sive de humanis necessitatibus libri duo de Juan Luis Vives.
- 1530. Syphilis, sive, De Morbo Gallico de Girolamo Fracastoro.
- 1531. De disciplinis libri XX de Juan Luis Vives.
- 1552. Colloquium de aulica et privata vivendi ratione de Luisa Sigea de Velasco.
- 1553. Christianismi Restitutio de Michael Servetus. Un tratado principalmente teológico, donde la función de la circulación pulmonar fue descrita por primera vez por un europeo, más de medio siglo antes que Harvey. Debido al mensaje no trinitario de este libro, Servet fue denunciado por Calvino y sus seguidores, condenado por la Inquisición francesa y quemado vivo justo fuera de Ginebra. Solo sobrevivieron tres copias.
- 1554. De naturæ philosophia seu de Platonis et Aristotelis consensione libri quinque de Sebastián Fox Morcillo.
- 1582. Rerum Scoticarum Historia de George Buchanan.[122]
- 1587. Minerva sive de causis linguæ Latinæ de Francisco Sánchez de las Brozas.
- 1589. De natura Novi Orbis libri duo et de promulgatione euangelii apud barbaros sive de procuranda Indorum salute de José de Acosta.
- 1597. Disputationes metaphysicæ de Francisco Suárez.
- 1599. De rege et regis institutione de Juan de Mariana.
- 1604–1608. Historia sui temporis de Jacobus Augustus Thuanus.[123]
- 1612. De legibus de Francisco Suárez.
- 1615. De Christiana expeditione apud Sinas de Matteo Ricci y Nicolas Trigault.
- 1625. De jure belli ac pacis de Hugo Grotius.[124]
- 1641. Meditationes de prima philosophia de René Descartes.[125]
- 1642–1658. Elementa Philosophica de Thomas Hobbes.
- 1652–1654. Œdipus Ægyptiacus de Athanasius Kircher.
- 1655. Novus Atlas Sinensis de Martino Martini.
- 1656. Flora Sinensis de Michael Boym.
- 1657. Orbis Sensualium Pictus de John Amos Comenius.[126]
- 1670. Tractatus Theologico-Politicus de Baruch Spinoza.
- 1677. Ethica, ordine geometrico demonstrata de Baruch Spinoza.
- 1689. Epistola de tolerantia de John Locke.
- 1725. Gradus ad Parnassum de Johann Joseph Fux. Un tratado influyente sobre el contrapunto musical.
- 1780. De rebus gestis Caroli V Imperatoris et Regis Hispaniæ and De rebus Hispanorum gestis ad Novum Orbem Mexicumque de Juan Ginés de Sepúlveda.
- 1891. De primis socialismi germanici lineamentis apud Lutherum, Kant, Fichte et Hegel de Jean Jaurès

## Actualidad
Y el término «neolatín» (Romance Neolatino) designa ahora una lengua auxiliar regional que aspira a unir los pueblos de la familia lingüística latina por un idioma de comprensión casi total sin estudio anterior. Actualmente existe una comunidad en Internet compuesta por varios filólogos y especialistas de países diferentes que codifican y difunden esta nueva lengua auxiliar.
Esta lengua estándar tiene su inicio en 2006, propuesta por el filólogo Jordi Cassany Bates, y es promovida y desarrollada colectivamente en el proyecto Vía Neolatina, compuesto por especialistas y filólogos de varios países. Se publicó una gramática y un diccionario en 2019: Grammatica Essentiale Neolatina, que es la reforma de una gramática previa publicada en 2012. Desde entonces, la comunidad de estudiantes y hablantes de neolatín crece gracias a Internet, en grupos de Facebook, Instagram, Reddit, Telegram y Discord. Hay varios blogs dedicados a esta lengua, como Voces Neolatinas, La Gabbia o Mondo Neolatino. La lengua fue presentada en la Universidad de Barcelona en 2011 y en la Universidad de Kiel en 2017, y en el Primer Congreso de Lengua Intereslávica en 2017 en Staré Město (República Checa).
El 22 de mayo de 2022 se celebró en la Universidad de Valencia un Congreso Internacional del Romance Neolatino, con objeto de promocionar el proyecto y estudiar el estándar panrománico desde diferentes perspectivas, y recogiendo contribuciones críticas por parte de filólogos y lingüistas panrománicos.

### Texto de ejemplo
Por facilitare et altrosí dignificare la communicatione inter- et panlatina actuale, lo projècto Vía Neolatina ha recuperato et actualizzato lo latino, orígine de las lenguas neolatinas aut romànicas et traditionale stàndarde commune. Lo modèllo de lengua que presènta cui èst una síntese de la variatione romànica que pròva de essere representativa de lo ensèmole; una varietate nòva et commune mais en lo mesmo tèmpo naturale et plurale que permette ad lo usuario communicare-se en toto lo Mondo Latino adaptando-la ad los soos interèsses et necessitates. Èst útile tanto ad latinos quanto ad non latinos que necessitan una pòrta de ingrèsso centrale ad lo romance, uno pònte vèrso divèrsos romances particulares.

### Historia del latín
- Ostler, Nicholas (2009). Ad Infinitum: A Biography of Latin (en inglés). HarperPress. ISBN 9780007343065.
- Churchill, Laurie J.; Brown, Phyllis R., Jeffrey, Jane E. (eds.). Women Writing in Latin: From Roman Antiquity to Early Modern Europe. Early Modern Women Writing Latin (en inglés) 3. Nueva York: Routledge.
- Tore, Janson (2007). A Natural History of Latin (Merethe Damsgaard Sorensen, Nigel Vincent, trads.) (en inglés). Oxford University Press.
- Leonhardt, Jürgen (2009). Latin: story of a World Language (Kenneth Kronenberg, trad.) (en inglés). Harvard. ISBN 9780674659964.

### Características generales del neolatín
- Butterfield, David (2011). «Neo-Latin».  En Clackson, James, ed. A Blackwell Companion to the Latin Language (en inglés). Wiley-Blackwell. pp. 303-18.
- IJsewijn, Jozef; Sacré, Dirk (1990–1998). Companion to Neo-Latin Studies (Two vols.) (en inglés). Leuven University Press.
- Knight, Sarah (2016). «Neo-Latin Literature». Oxford Bibliographies (en inglés). Oxford University Press. doi:10.1093/OBO/9780199846719-0009.
- Knight, Sarah; Tilg, Stefan, eds. (2015). The Oxford Handbook of Neo-Latin (en inglés). New York: Oxford University Press. ISBN 9780190886998.
- Ford, Philip; Bloemendal, Jan; Fantazzi, Charles, eds. (2014). Brill's Encyclopaedia of the Neo-Latin World (en inglés). Leiden, The Netherlands: Brill. ISBN 9789004265721.
- Moul, Victoria, ed. (2017). A Guide to Neo-Latin Literature (en inglés). Cambridge, United Kingdom: Cambridge University Press. ISBN 9781108820066. OL OL29875053M.
- Waquet, Françoise (2001). Latin, or the Empire of a Sign: From the Sixteenth to the Twentieth Centuries (John Howe, trad.) (en inglés). Verso. ISBN 1859844022.

### Lectura
- Riley, Mark (2016). The Neo-Latin Reader (en inglés). Sophron Editor. ISBN 9780989783682.

### Estudios sobre el neolatín
- Demo, Šime (2022). «A paradox of the linguistic research of Neo–Latin. Symptoms and causes». Suvremena Lingvistika (en inglés) 48 (93). doi:10.22210/suvlin.2022.093.01. Archivado desde el original el 13 de abril de 2023.
- De Smet, Ingrid A. R. (1999). «Not for Classicists? The State of Neo-Latin Studies». Journal of Roman Studies (en inglés) (89): 205-9.
- Ford, Philip (2000). «Twenty-Five Years of Neo-Latin Studies». Neulateinisches Jahrbuch (en inglés) (2): 293-301.
- Helander, Hans (2001). «Neo-Latin Studies: Significance and Prospects». Symbolae Osloenses (en inglés) 76 (1): 5-102. S2CID 161755340. doi:10.1080/003976701753387950.
- Hofmann, Heinz (2017). «Some considerations on the theoretical status of Neo-Latin studies». Humanistica Lovaniensia (en inglés) 66: 513-526. JSTOR 26871662. Archivado desde el original el 14 de abril de 2023. Consultado el 14 de abril de 2023.
- van Hal, Toon (2007). «Towards Meta-neo-Latin Studies? Impetus to Debate on the Field of Neo-Latin Studies and its Methodology». Humanistica Lovaniensia (56): 349-365.

### Aspectos específicos del neolatín
- Bloemendal, Jan; Norland, Howard B., eds. (2013).  Escrito en Países Bajos. Neo-Latin Drama and Theatre in Early Modern Europe (en inglés). Brill: Leiden.
- Burnett, Charles; Mann, Nicholas, eds. (2005).  Escrito en Londres. Britannia Latina: Latin in the Culture of Great Britain from the Middle Ages to the Twentieth Century (en inglés). Warburg Institute: Warburg Institute Colloquia 8.
- Coroleu, Alejandro (2010). «Printing and Reading Italian Neo-Latin Bucolic Poetry in Early Modern Europe». Grazer Beitrage (en inglés) (27): 53-69.
- de Beer, Susanna; Enenkel, K. A. E.; Rijser, David (2009). «The Neo-Latin Epigram: A Learned and Witty Genre».  Escrito en Bélgica. Supplementa Lovaniensia 25 (en inglés) (Leuven Univ. Press: Leuven).
- Deneire, Thomas, ed. (2014). Dynamics of Neo-Latin and the Vernacular: Language and Poetics, Translation and Transfer (en inglés). Leiden: Koninklijke Brill. ISBN 9789004269071.
- Godman, Peter; Murray, Oswyn, eds. (1990). Latin Poetry and the Classical Tradition: Essays in Medieval and Renaissance Literature (en inglés). Oxford: Clarendon.
- Haskell, Yasmin; Feros Ruys, Juanita (2010). «Latin and Alterity in the Early Modern Period». Arizona Studies in the Middle Ages and Renaissance (en inglés) (Tempe: Arizona Univ. Press) (30).
- Miller, John F. (2003). «Ovid's Fasti and the Neo-Latin Christian Calendar Poem». International Journal of Classical Tradition (en inglés) (Arizona Univ. Press) 10 (2): 173-186.
- Tournoy, Gilbert (2003). «On the Margins of Latinity? Neo-Latin and the Vernacular Languages». Humanistica Lovaniensia (en inglés) 45: 134-175.
- Tunberg, Terence (2012). «De rationibus quibus homines docti artem Latine colloquendi et ex tempore dicendi saeculis XVI et XVII coluerunt». Supplementa Humanistica Lovaniensia (en inglés) (Leuven: Leuven University Press) 31. ISBN 9789058679161.
- Tunberg, Terence (2020). «Spoken Latin in the Late Middle Ages and Renaissance Revisited». Journal of Classics Teaching (en inglés) 21 (42): 66-71. doi:10.1017/S2058631020000446.
- Tunberg, Terence (2005). «Observations on pronunciation of Latin during the Renaissance». The Classical Outlook (en inglés) 82 (2): 68-71. JSTOR 43938928. Archivado desde el original el 3 de julio de 2023. Consultado el 3 de julio de 2023.

### Otras fuentes generales
- Adams, Henry C (1878). Wykehamica: A History of Winchester College (en inglés). Oxford, London and Winchester: James Parker. OL OL7595302W.
- Bergin, Thomas G; Law, Jonathan; Speake, Jennifer, eds. (2004). Encyclopedia of the Renaissance and Reformation (en inglés). Facts On File. ISBN 0816054517. OL OL3681138M.
- Black, Robert (2007). Humanism and Education in Medieval and Renaissance Italy (en inglés). Cambridge: Cambridge Univ. Press.
- Brown, R. W. (1954). Composition of Scientific Words: A Manual of Methods and a Lexicon of Materials for the Practice of Logotechnics (en inglés). Smithsonian Institution Press. p. 6.
- Celenza, Christopher S (2006). The lost Italian Renaissance humanists, historians & Latin's legacy (en inglés). Johns Hopkins University Press. ISBN 9780801883842. OL OL7871452M.
- Ijsewijn, Jozef y Dirk Sacré. Companion to Neo-Latin Studies. 2 vols. Leuven University Press, 1990-1998.
- Ford, Philip; Taylor, Andrew, eds. (2013). The Early Modern Cultures of Neo-Latin Drama (en inglés). Leuven University Press.
- LaCourse Munteanu, Dana; Martirosova Torlone, Zara; Dutsch, Dorota, eds. (2017). A Handbook to Classical Reception in Eastern and Central Europe (en inglés). Wiley-Blackwell.
- Lvovich, Natasha; Kellman, Steven G, eds. (2021). The Routledge Handbook of Literary Translingualism (en inglés). Taylor & Francis. ISBN 9781000441512.
- Waquet, Françoise, Latin, or the Empire of a Sign: From the Sixteenth to the Twentieth Centuries (Verso, 2003) ISBN 1-85984-402-2.
- Whitton, Christopher; Gibson, Roy, eds. (2023). The Cambridge Critical Guide to Latin Literature (en inglés). Cambridge University Press. ISBN 9781108421089. OL OL46572274M.